# Santa Sabina
Santa Sabina all'Aventino is een basiliek uit de 5de eeuw, gelegen op de Aventijnheuvel in Rome. In het aangrenzende klooster is het generalaat van de dominicaner orde gevestigd.

## Toewijding

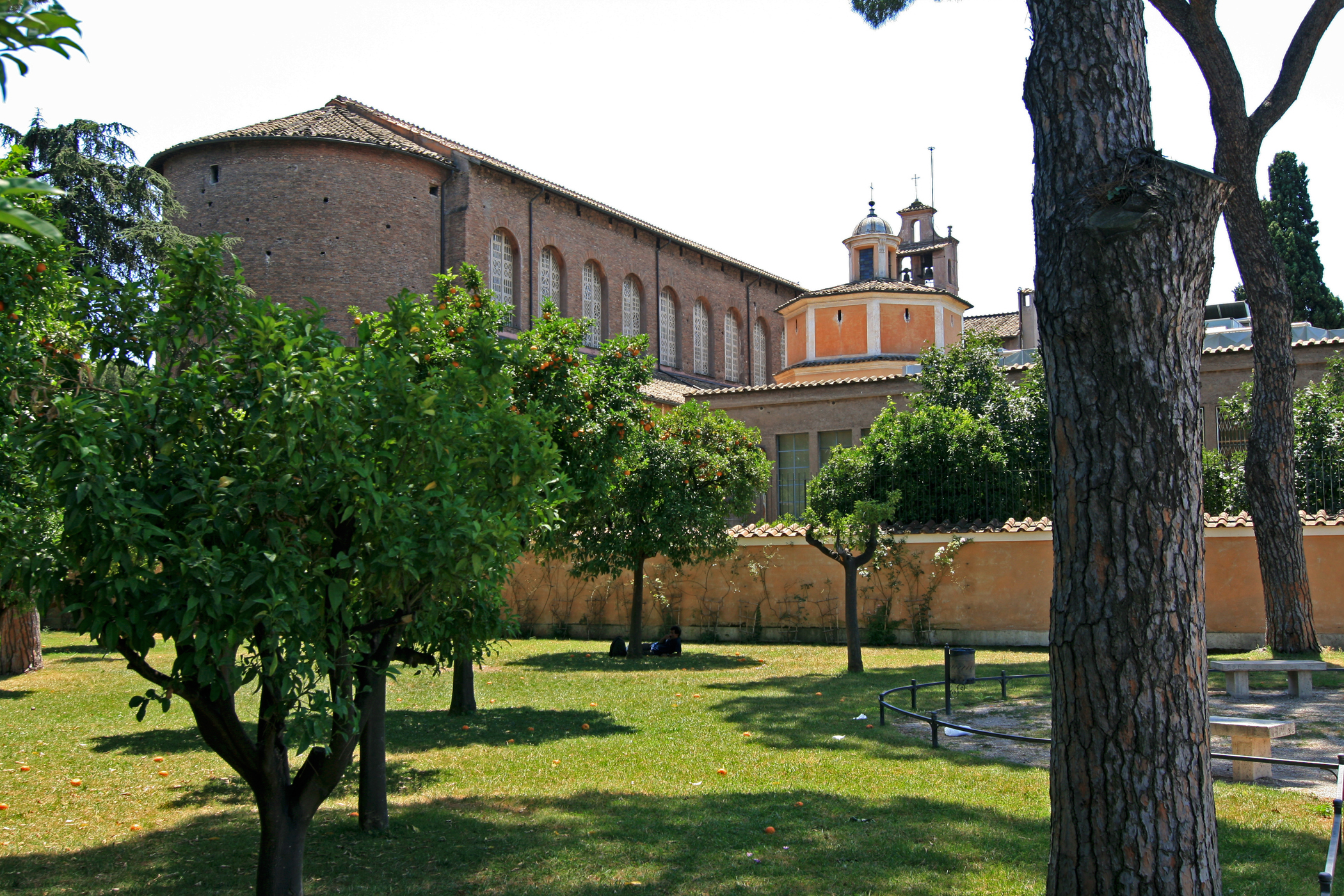
Santa Sabina gezien vanuit Parco Savello.

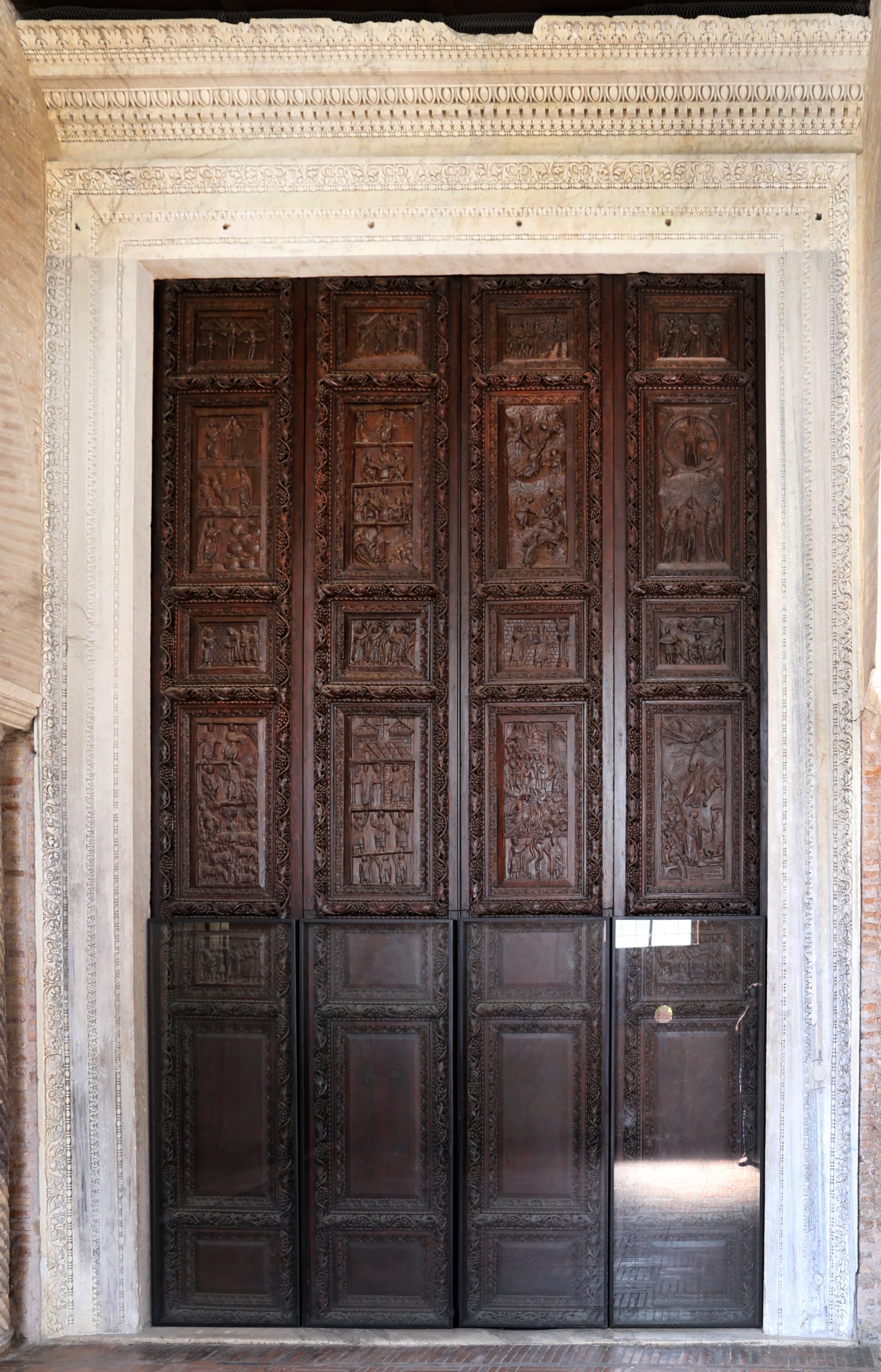
De houten deur met marmeren omlijsting.

Reeds in de 5de eeuw was de kerk toegewijd aan de heilige Sabina. Om welke heilige het precies gaat is niet geweten, aangezien die voornaam zeer frequent voorkwam in het Latijn. De inscriptie op het deksel van de marmeren relikwiekist onder het hoofdaltaar verwijst naar de Passio van Sabina, een lijdensverhaal uit de 6de eeuw over een heilige met dezelfde naam die Vindena (in de omgeving van Terni) zou begraven geweest zijn en wiens lichaam in de 5de eeuw naar Rome zou zijn overgebracht. Het is echter niet zeker of het om dezelfde heilige gaat.

## Geschiedenis
De kerk werd opgericht in de 5de eeuw, meer bepaald onder het pontificaat van paus Celestinus I (422-432), en werd voltooid onder paus Sixtus III. Daarmee stamt ze uit de latere jaren van de Romeinse oudheid, maar tegelijk is het een van de best bewaarde vroegchristelijke basilieken: iets ouder nog dan de Santa Maria Maggiore. De gegevens over de stichting zijn vereeuwigd in Latijnse verzen die in mozaïek zijn aangebracht op de binnenzijde van de gevel. Behalve de verwijzing naar paus Celestinus vermeldt deze inscriptie dat de basiliek werd gesticht door een priester van Dalmatië, Petrus van Illyrië genaamd.
Het gebouw onderging in de loop der eeuwen verschillende restauraties en wijzigingen, onder andere in de 9de eeuw, 15de eeuw, 16de eeuw (Domenico Fontana) en in 1643 (Francesco Borromini). In 1870 werd de kerk onteigend door het pas eengemaakte Italië, en werd ze omgebouwd tot ziekenhuis. In de eerste helft van de 20ste eeuw werd ze hersteld in de oorspronkelijke toestand.
De kerk wordt bediend door de orde der dominicanen, die haar in 1219 toevertrouwd kregen door paus Honorius III.

## Beschrijving
De Santa Sabina is een eenvoudig maar perfect voorbeeld van een basilica-kerk: ze heeft twee smalle zijschepen en een breed en hoog middenschip waarop een apsis aansluit.

### Exterieur
Twee portieken leunen tegen de kerk aan: een aan de voorzijde en een aan de rechterzijde. De klokkentoren is in de 10de eeuw gebouwd op het noordelijke uiteinde van het portiek aan de voorzijde, en werd verbouwd in de barokperiode.

#### Portieken
De basiliek is toegankelijk vanaf de Piazza Pietro d'Illiria waar het 15de-eeuwse portiek aansluit op het rechter zijschip van de kerk.
Het portiek aan de voorzijde is wat overblijft van het vroegere vierzijdige atrium dat oorspronkelijk voor de kerk lag. De drie overige zijden van het vroegere atrium moesten wijken voor de bouw van het klooster wanneer deze kerk in het begin van de 13de eeuw aan de dominicanen werd toevertrouwd. In het portiek rusten vier grote bogen op 8 antieke zuilen: 4 granieten en 4 marmeren zuilen met spiraalvormige cannelures. In de muren van de portiek zijn nog enkele grafstenen en andere overblijfselen ingewerkt. Twee deuren geven uit op de kerk: een op het rechter zijschip en een op het middenschip. De derde deur, die uitgaf op het linkerzijschip, werd gesupprimeerd voor de bouw van de klokkentoren. De houten deur die uitgeeft op het middenschip verdient bijzondere aandacht en wordt hierna afzonderlijk behandeld.

#### De houten deur
De gesculpteerde houten deur die uitgeeft op het middenschip is een van de hoogtepunten van de vroegchristelijke kunst. Ze dateert uit de tweede helft van de 5de eeuw en is, ondanks het verlies van 10 van de oorspronkelijk 28 figuratieve panelen, nog origineel bewaard op de plaats waarvoor ze werd vervaardigd. Het thema van de sculpturen is de verbinding tussen het Oude en het Nieuwe Testament, meer bepaald de parallel tussen de verhalen van Christus, Mozes en Elia.
Fijn gebeeldhouwde marmeren stijlen omkaderen het geheel van de deur; vermoedelijk dateert ook deze decoratie uit de 5de eeuw maar ze imiteert de stijl van de 2de of 3de eeuw. De deur zelf is vervaardigd van ceder- ofwel van cipressenhout, en is ingedeeld in 4 kolommen die elk bestaan uit 4 kleine en 3 grote delen. Elk houten paneel is omkaderd met planten- en bloemenmotieven.
De voorgestelde scènes zijn, per kolom en gaande van boven naar beneden:
| 1ste kolom | Beschrijving | 2de kolom | Beschrijving |
|            | 1) De kruisiging van Christus is het bekendste paneel. Dit is de oudste gekende voorstelling van de gekruisigde Christus. Opmerkelijk is evenwel dat de kruisiging enkel blijkt uit de lichaamshouding van Christus en de twee moordenaars aan Zijn zijden. Het kruis zelf is nauwelijks te zien, namelijk in het verlengde van de handen en boven het hoofd van de linkse moordenaar. 2) Drie mirakelen van Christus: de broodvermenigvuldiging, de bruiloft van Kanaän, de genezing van de blinde. 3) Christus berispt de apostel Thomas. 4) Mozes op de berg Horeb (zie kopje Afbeeldingen). Rechts bovenaan reikt de hand van God hem zijn opdracht aan; de brandende braamstruik; onderaan de schapen die Mozes hoedt. 5) Christus veroordeeld door Pontius Pilatus: Pilatus wast zijn handen in onschuld; Christus wordt gevangen weggeleid en Simon van Cyrene draagt Zijn kruis. |           | 1) De twee Maria's en de engel bij het lege graf van Christus. 2) Mozes en de Joden tijdens hun tocht door de woestijn: Mozes maakt het brakke water van Mara drinkbaar; drie personen aan een tafel; onderaan het water dat uit de rots ontspringt. 3) Christus verschijnt aan de 2 Maria's. 4) Acclamatie-scène, waarvan de interpretatie onduidelijk is (zie kopje Afbeeldingen). |

| 3de kolom | Beschrijving | 4de kolom | Beschrijving |
|           | 1) De drie koningen komen het Kind aanbidden op de schoot van Maria die op een troon is gezeten. 2) De hemelvaart van Christus; een engel troost de droevige apostelen. 3) Christus voorspelt dat Petrus hem zal verloochenen nog vooraleer de haan voor de derde maal zal kraaien. 4) Mozes en de uittocht uit Egypte (zie kopje Afbeeldingen). In het midden: de wagens van het leger der Egyptenaren worden verzwolgen door de Rode Zee; daarboven leidt een engel het volk van Israël. Bij de restauratie in 1836 werd het gezicht van de farao die op het punt staat te worden verzwolgen door de Rode Zee vervangen door dat van Napoleon. |           | 1) Christus en de Emmaüsgangers. In Zijn linkerhand houdt Hij het brood vast, ten teken van herkenning. 2) De triomf van het geloof: Christus verkondigt de goddelijke wet; naast hem de alfa en de omega. Rondom de krans staan de symbolen van de vier evangelisten. Op de onderste helft van dit tweede paneel houden Petrus en Paulus een zegekrans en een zwaard boven het hoofd van een vrouwelijke figuur die de Kerk symboliseert; boven hen: de zon, de sterren en de maan. 3) Habakuk gaat brood dragen naar de herders bij hun geiten op het veld; een engel neemt hem bij een haarlok. 4) De profeet Elia vaart op ten hemel op een wagen die wordt getrokken door twee vurige paarden. 5) Christus voor de rechterstoel van Kajafas. 5) Christus voor de rechterstoel van Kajafas. |

### Interieur

#### Indeling

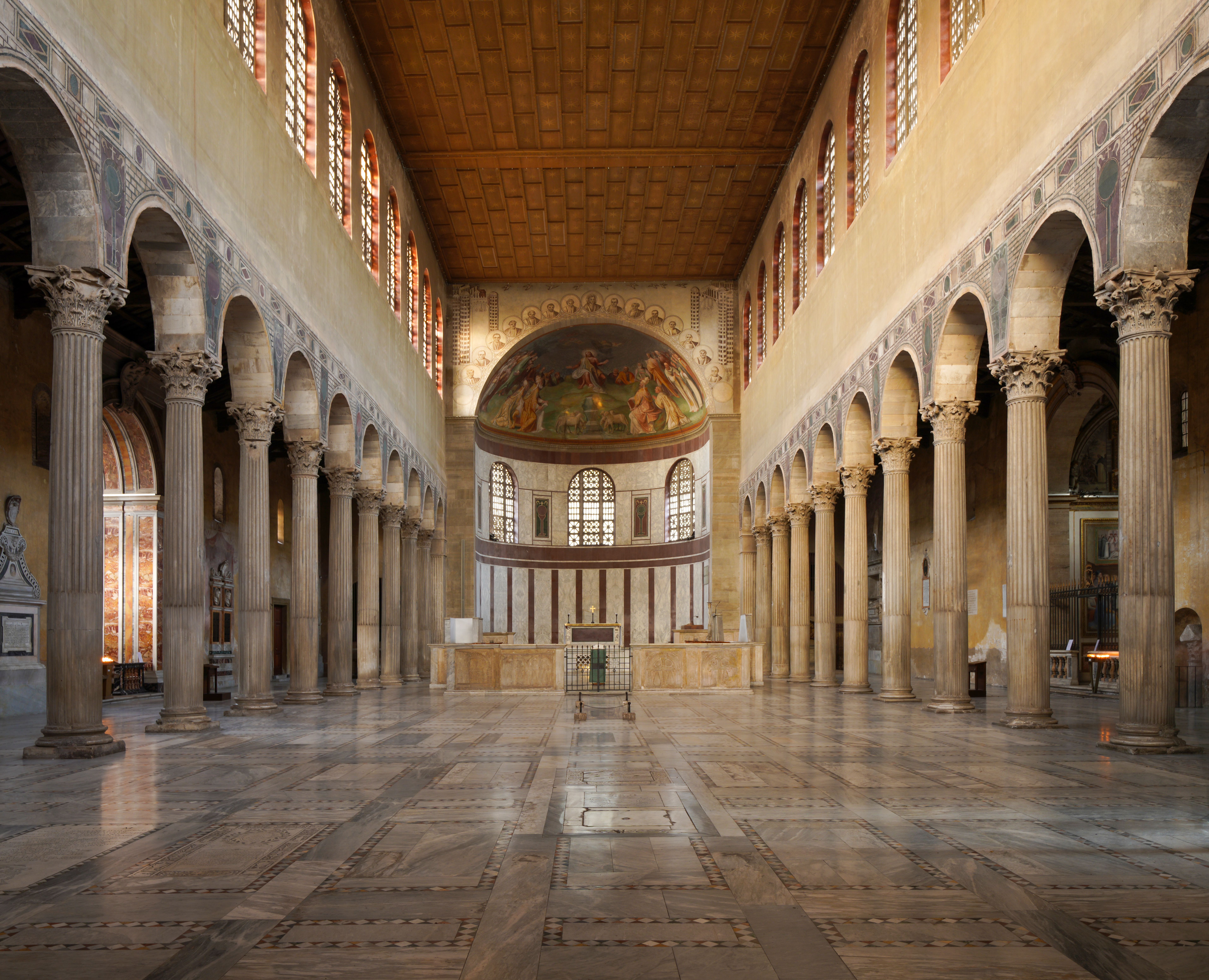
Interieur van de basiliek.

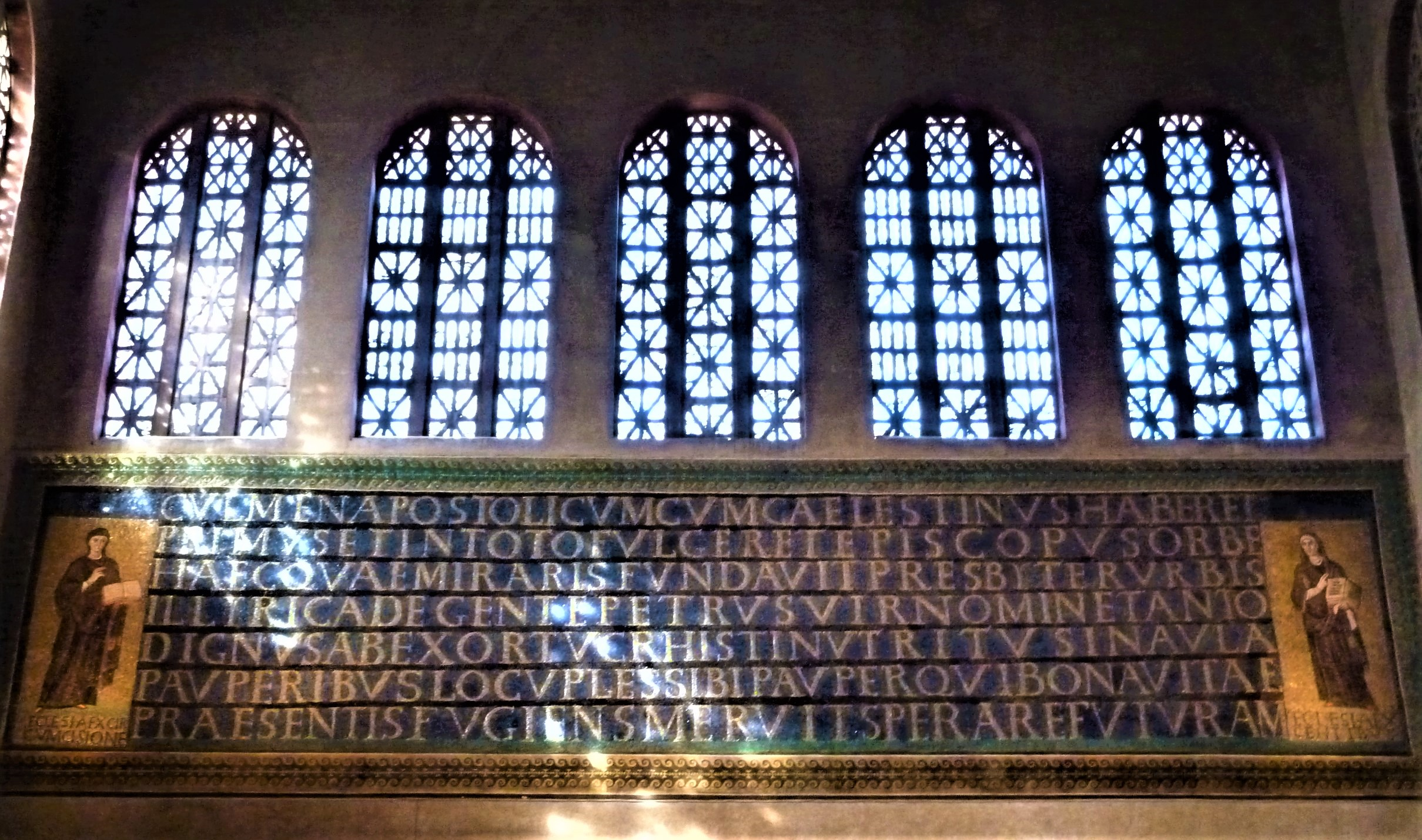
Wijdingsopschrift aan de binnenzijde van de gevel.

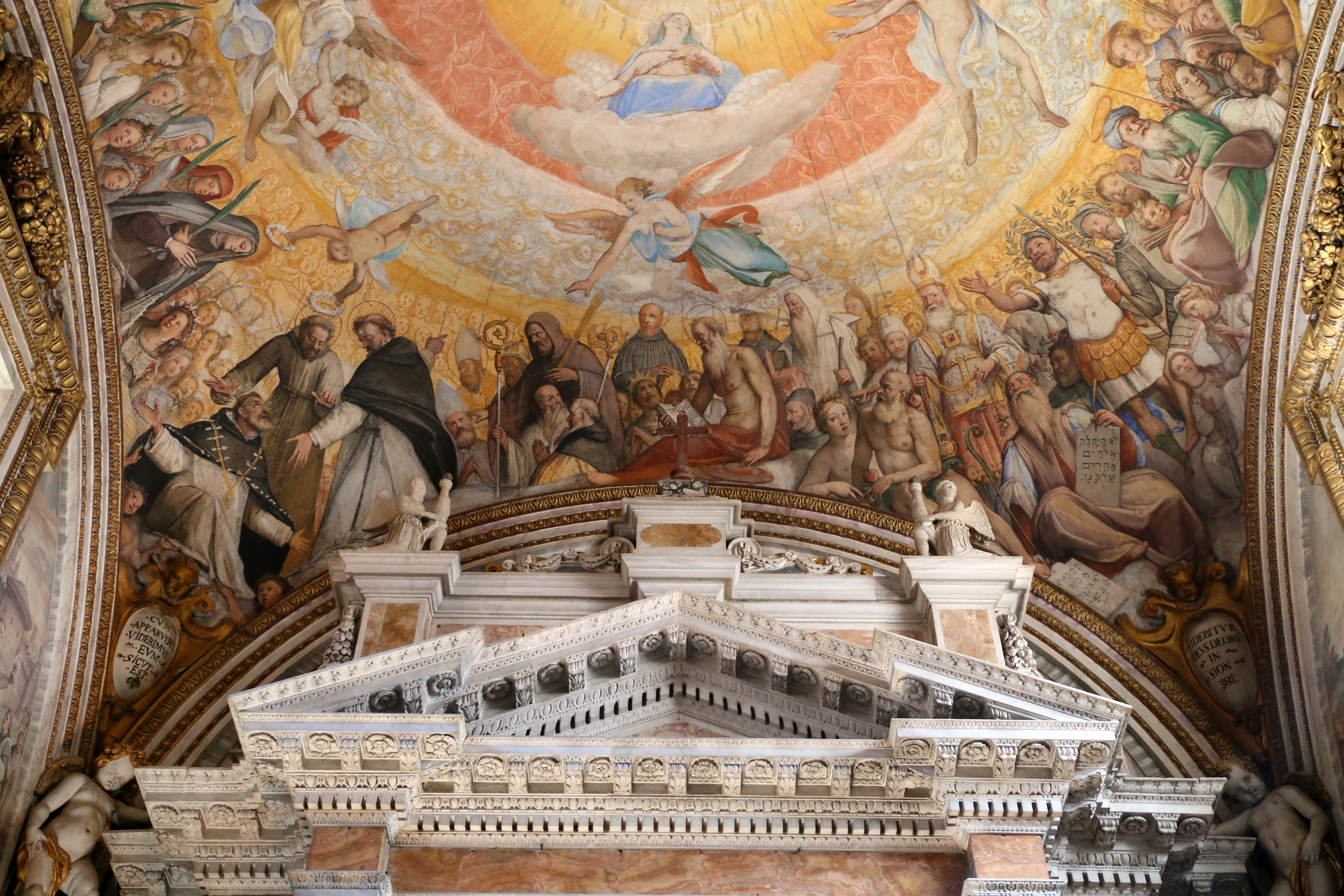
In de kapel van de heilige Catherina.

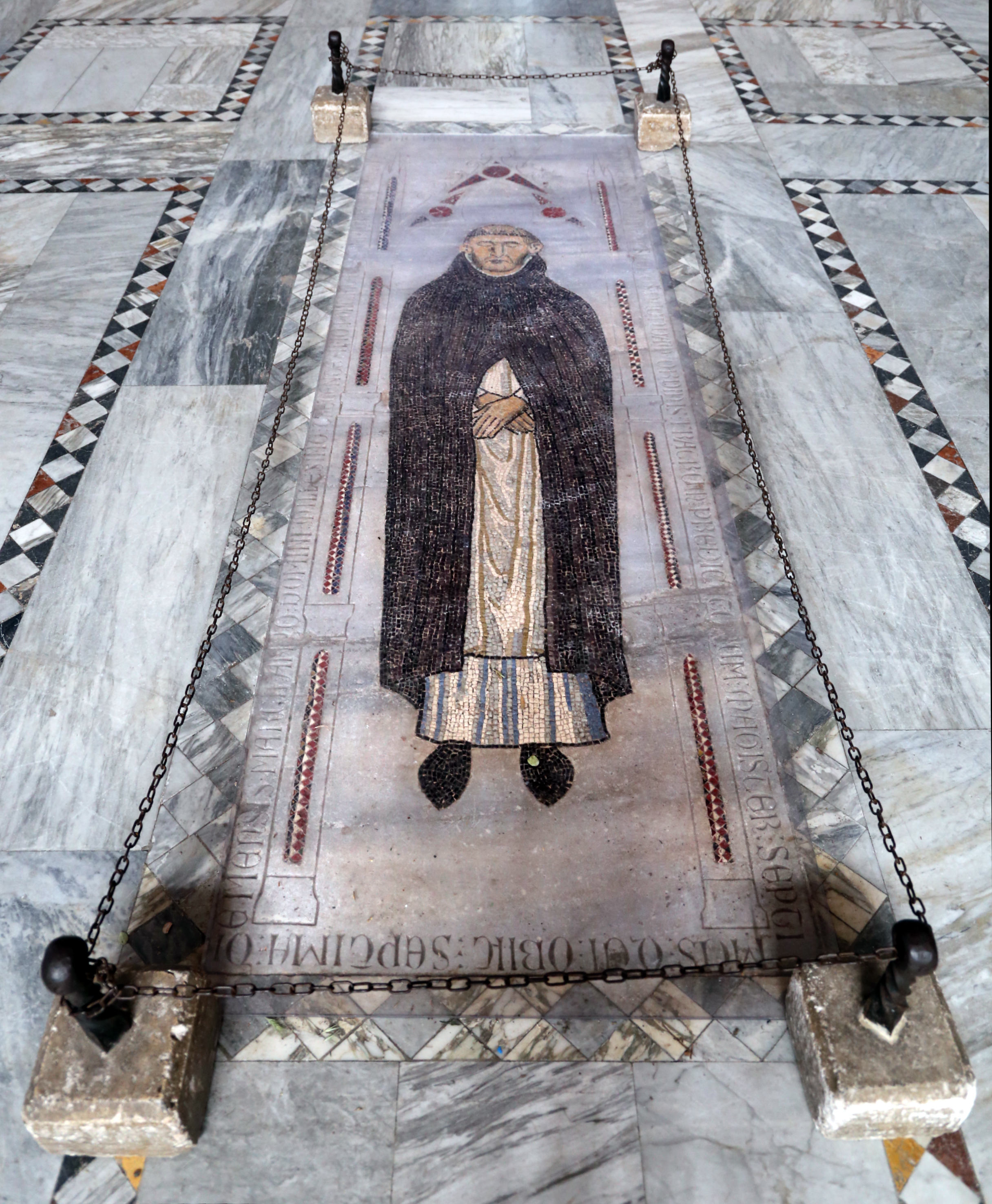
Grafsteen van Muñoz de Zamora.

De kerk is gebouwd op het klassieke basilica-plan: een breed en hoog middenschip met twee smallere en lagere zijschepen. Tegenover de hoofdingang sluit een apsis aan op het middenschip. De drie schepen zijn van elkaar gescheiden door twee rijen van 12 identieke gekanneleerde marmeren zuilen met Korinthische kapitelen. Deze zijn niet verbonden door een rechtlijnige architraaf maar door bogen. Het licht valt getemperd binnen langs 34 vensters: 13 boven elke zuilenrij, 3 in de apsis en 5 in de voorgevel. Deze vensters bevatten geen glas maar wel seleniet, bevestigd in sierlijke geometrisch ingedeelde rasters. De bevloering is niet meer de originele maar dateert uit latere periode. Het houten cassettenplafond dateert pas uit 1936.
De oorspronkelijke decoratie van het gebouw is slechts gedeeltelijk bewaard, namelijk:
- het wijdingsopschrift aan de binnenzijde van de gevel,
- boven de zuilenrijen: intarsiewerk (opus sectile) van verschillende kleuren marmer (porfier, groen, geel...) in geometrische vormen, en dit zowel in het verlengde van elke zuil, als in een horizontale strook die aan weerszijden over de hele lengte van het middenschip loopt.
- en nog een aantal sporen van stucwerk en fresco's in de zijschepen.

Het hoofdaltaar en de schola cantorum zijn bij een restauratie samengesteld met fragmenten van de originele structuur.

#### Wijdingsopschrift
Het wijdingsopschrift dat in mozaïek is aangebracht aan de binnenzijde van de gevel vormt een belangrijk historisch document. Zeven dactylische hexameters, in gouden letters tegen een azuurblauwe achtergrond, verhalen dat een zekere Petrus, priester in Rome maar afkomstig uit Illyrië, deze basilica heeft opgericht tijdens het pontificaat van paus Celestinus I (422-432).
Aan weerszijden van het opschrift is, eveneens in mozaïek, een vrouwelijke figuur afgebeeld tegen een gouden achtergrond. De onderschriften verduidelijken dat de vrouw links de "ecclesia ex circumcisione" voorstelt, d.w.z. de gemeenschap der gelovigen die voortkomt uit het jodendom. In haar handen zien we een opengeslagen boek: het Oude Testament. De vrouw rechts is de "ecclesia ex gentibus", d.w.z. de gemeenschap der gelovigen die voortkomt uit de (niet-joodse) volkeren. In haar handen houdt ze het Nieuwe Testament.

#### Schola cantorum
Vóór het hoofdaltaar is bij een restauratie in 1936 de schola cantorum wedersamengesteld met de originele onderdelen uit de 5de tot 9de eeuw. De panelen ervan zijn gedecoreerd met reliëfs die natuurelementen voorstellen (planten, vogels, hemellichamen) in Karolingische of Lombardische stijl.
In het midden van de schola cantorum herdenkt een inscriptie dat onder paus Eugenius II de relieken van drie martelaren naar deze basiliek zijn overgebracht, namelijk die van Alexander, Euzonius en Theodulus. Op het einde van de 16de eeuw kregen deze relieken een plaats onder het hoofdaltaar.

#### Apsis en triomfboog
Centraal in de apsis staat het hoofdaltaar, met daaronder de relieken van heiligen.
Het fresco in de concha of calot van de apsis werd in 1560 gerealiseerd door Taddeo Zuccari, en vervangt het mozaïek dat er voordien was aangebracht. Centraal op Zuccari's fresco is Christus afgebeeld, zittend op een berg. Aan weerszijden van Hem zitten en staan heiligen; uit de berg ontspringt een beekje waaraan lammeren zich komen laven.
De concha is omgeven door een kring van 17 tondo's (waarvan 2 lege) met centraal de afbeelding van Christus; of de personages in de omringende tondo's apostelen zijn, is niet duidelijk. In de bovenhoeken zijn de twee Bijbelse steden voorgesteld als een ommuurde stad: Bethlehem en Jeruzalem. Alle voorstellingen op de triomfboog zijn een 20ste-eeuwse herstelling van een mozaïek dat twee eeuwen eerder verloren is gegaan.

#### Zijkapellen
Twee zijkapellen zijn in latere eeuwen toegevoegd aan het basilica-grondplan: de kapel van de heilige Catherina van Siena en die van de heilige Hyacithus.
De kapel van de heilige Catherina van Siena sluit aan op het linkerzijschip van de basiliek. Ze werd in 1671 gebouwd in opdracht van de Siënese familie d'Elci als grafkapel voor hun familielid Scipione d'Elci, kardinaal-titularis van de Santa Sabina. Het familiewapen, de tweekoppige adelaar, is op een aantal plaatsen te zien. De kapel is gedecoreerd in rijkelijke barokstijl, met verschillende marmersoorten. Het fresco in de koepel stelt de glorie van Catherina in het paradijs voor, en de hoekzwikken beelden vier episodes uit het leven van de heilige uit. Het altaarschilderij is van de hand van G.B. Salvi, bijgenaamd il Sassoferrato, en is getiteld "Madonna del rosario", d.w.z. Onze-Lieve-Vrouw van de Rozenkrans. Maria geeft een rozenkrans (paternoster) aan de heilige Dominicus, en het Kind op haar schoot geeft een rozenkrans aan Catherina, die tegelijk een doornenkroon op het hoofd geplaatst krijgt.
Op het rechterzijschip van de basiliek sluit de kapel aan die werd gebouwd in het jaar 1600 ter ere van de 13de-eeuwse dominicaan Hyacinthus van Polen (in het Italiaans: San Giacinto di Polonia). De fresco's zijn van Federico Zuccari, broer van Taddeo die de apsis had beschilderd. In de fresco's op de linkerzijwand van de kapel bekleedt Dominicus, de stichter van de orde, Hyacinthus met de dominicaner pij; daarnaast ook wonderen van de heilige. Op de rechterzijwand: de heiligverklaring van Hyacinthus in 1594. Het altaarschilderij is een werk van de kunstenares Lavinia Fontana; het stelt de heilige Hyacinthus voor, geknield voor Maria met Kind. Dit is het prototype voor alle afbeeldingen van deze heilige.

#### Graven
Vanaf de 14de eeuw zijn er graven ondergebracht in het interieur van de kerk: de oudste zijn aangeduid met een grafsteen in de bevloering. Vooral de grafsteen met mozaïekdecoratie vóór de schola cantorum is opmerkenswaardig. Dit is het graf van broeder Muñoz de Zamora, de zevende magister-generaal van de orde der dominicanen, overleden in het jaar 1300.
Uit latere periode zijn de monumentale graven tegen de wanden. Opvallend is vooral dat van de kardinaal van Auxia (overleden in 1483), vooraan in het rechterzijschip en toegeschreven aan Andrea Bregno of leerlingen, en verder het barokke grafmonument van de kardinalen Bichi (beide broers overleden in 1657), naast de zijingang (rechterzijschip).

## Het klooster

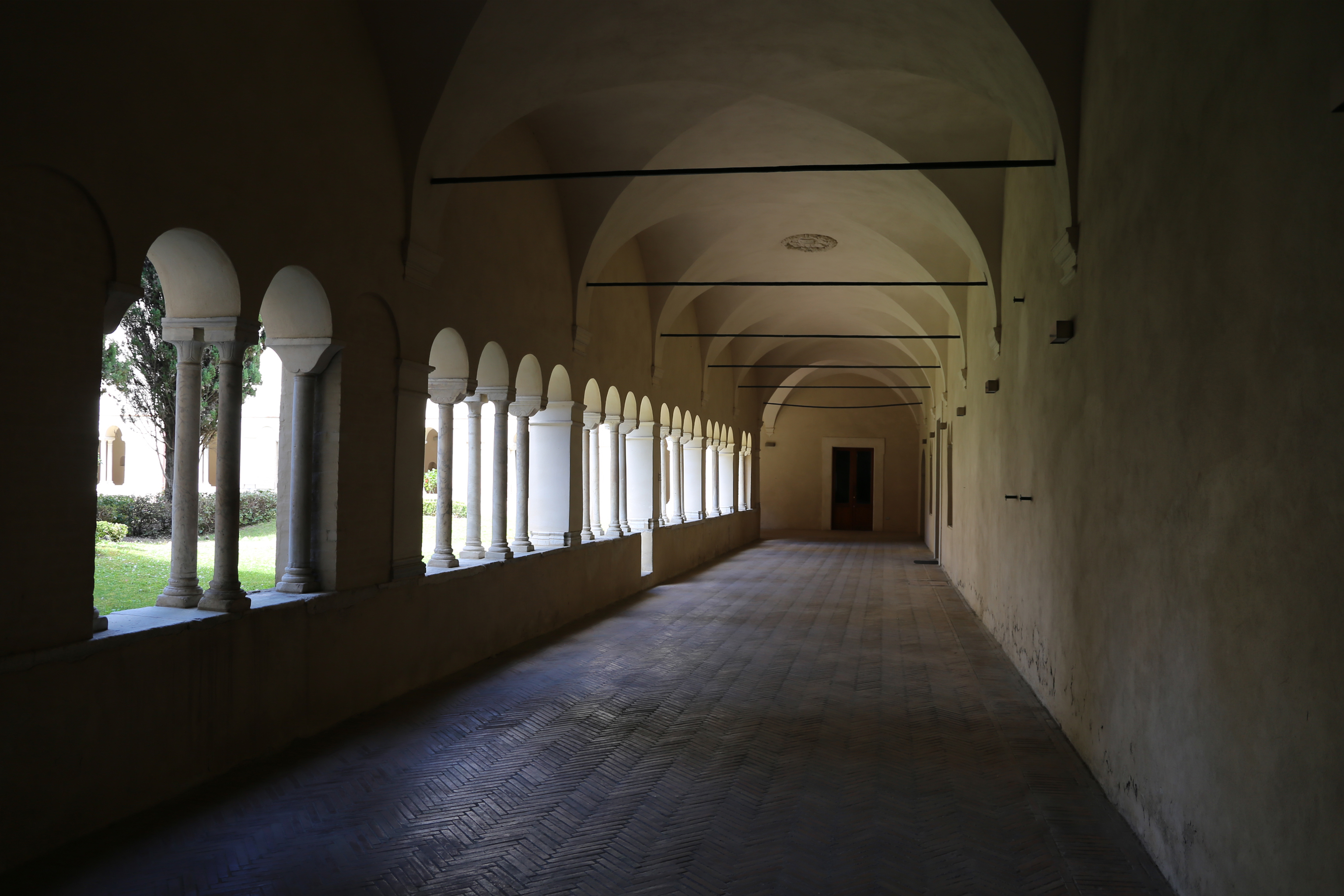
Kloostergang van de Santa Sabina.

Paus Honorius III die de orde der dominicanen in 1216 had erkend, schonk hij hen drie jaar later het terrein ernaast, dat eigendom was van zijn familie Savelli. Op dat terrein werd dan het klooster van de dominicanen gebouwd. Beroemde ordeleden die er verbleven hebben zijn de heilige Thomas van Aquino (in 1265-1267) en de latere paus Pius V. Het klooster is nu zetel van het generelaat (Curia Generalizia) van de dominicanen, ook predikheren genoemd.
De sobere kloosterrondgang dateert van het begin van de 13de eeuw; hij meet 33 × 37 meter. Van de sinaasappelboom in de binnentuin wordt verteld dat die afstamt van een loot die de heilige Dominicus had meegebracht vanuit zijn geboorteland Spanje, en dit zou de eerste boom van die soort in Italië zijn geweest. Deze boom is te zien door een opening de muur van de portiek, tegenover de gesculpteerde houten deur.
Het klooster kan niet worden bezocht.

## Wetenswaardigheden
- Traditioneel gaat de paus in deze basiliek voor in de liturgie op op Aswoensdag. Deze traditie zou al ontstaan zijn ten tijde van paus Gregorius I, en werd na twee periodes van onderbreking hernomen door paus Johannes XXIII en zijn opvolgers.
- De Santa Sabina is een titelkerk. Kardinaal-priesters waren onder andere Enea Silvio Piccolomini (de latere paus Pius II) en Antonio Ghislieri (de latere paus Pius V). De laatste titularis was Jozef Tomko (1996-2022).
- Na het overlijden van paus Honorius IV in april 1287 ging in deze basiliek het conclaaf door voor de verkiezing van de opvolger. In dat jaar echter woedde in Rome een pestepidemie, waaraan ook zes kardinalen het conclaaf overleden. Op één na verlieten de overige leden het conclaaf uit vrees voor besmetting; enkel kardinaal Gerolamo Masci bleef ter plaatse. Pas op 22 februari 1288 werd het conclaaf hervat, en op diezelfde dag werd kardinaal Masci verkozen tot paus waarna hij de naam Nicolaas IV aannam.
- In de basiliek ligt links van de ingang een zwarte ronde steen op een zuil met spiraalvormige canellures. Volgens de legende is dit de "pietra del diavolo", de steen die de duivel naar de heilige Dominicus zou hebben geslingerd wanneer die aan het bidden was op de steen boven de relieken van de heiligen.
- Onder de basiliek zijn oudere gebouwen ontdekt: uit de periode van de republiek en uit de 3de eeuw n.C. Naar die opgravingen leidt een trap die vooraan in de rechterzijbeuk vertrekt, maar deze is niet toegankelijk voor het publiek.
- Het plein aan de rechterzijde van de basiliek is genoemd naar Pietro d'Illiria, de stichter ervan.

## In de omgeving
- Naast de basiliek ligt een klein park. Officieel heet het Parco Savello naar de vroegere eigenaars van de terreinen, maar meestal wordt het Giardino degli Aranci genoemd ("sinaasappeltuin"), naar de sinaasappelbomen die er groeien. Vanaf het terras van dit parkje geniet men een weids uitzicht over Rome.
- In de hoek van de Piazza Pietro d'Illiria tegen het Parco Savallo aan ligt een fontein die bestaat uit twee delen: een antieke granieten kuip en een groot marmeren masker. Dit laatste werd in 1593 door Giacomo della Porta gebeeldhouwd voor een fontein op de Campo Vaccino, zoals het Forum Romanum toen werd genoemd. Na enkele verplaatsingen kwam het masker hier op de Piazza Pietro d'Illiria terecht.
- In de onmiddellijke omgeving van de basiliek zijn nog meer resten uit de Oudheid ontdekt, onder andere 2 fragmenten van de Serviaanse Muur, woningen uit de 1ste eeuw v.C. - 1ste eeuw n.C., en een heiligdom voor de godin Isis.

## Afbeeldingen

### Exterieur en klooster

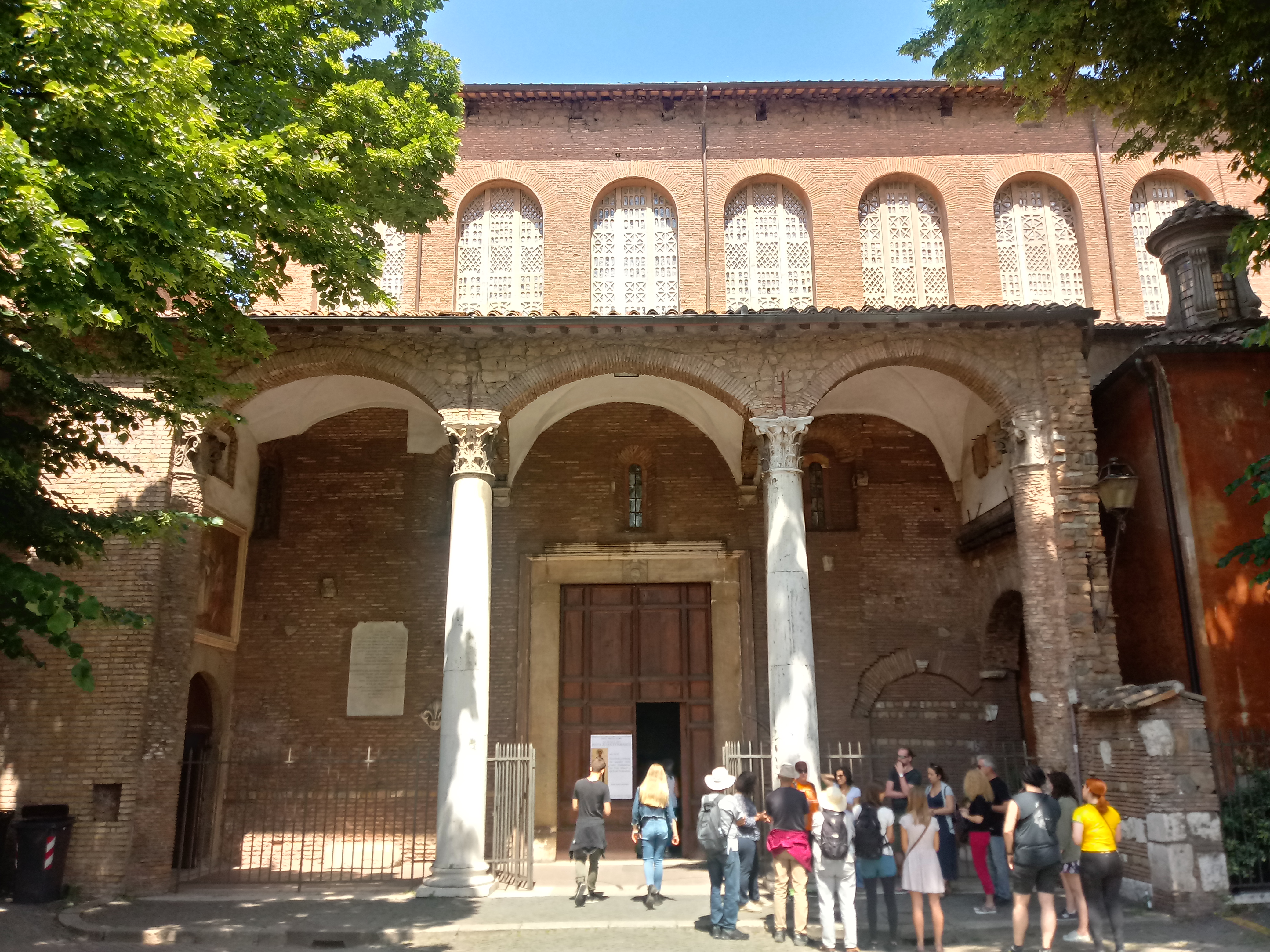
Zijportiek aan de Piazza Pietro d'Illiria.
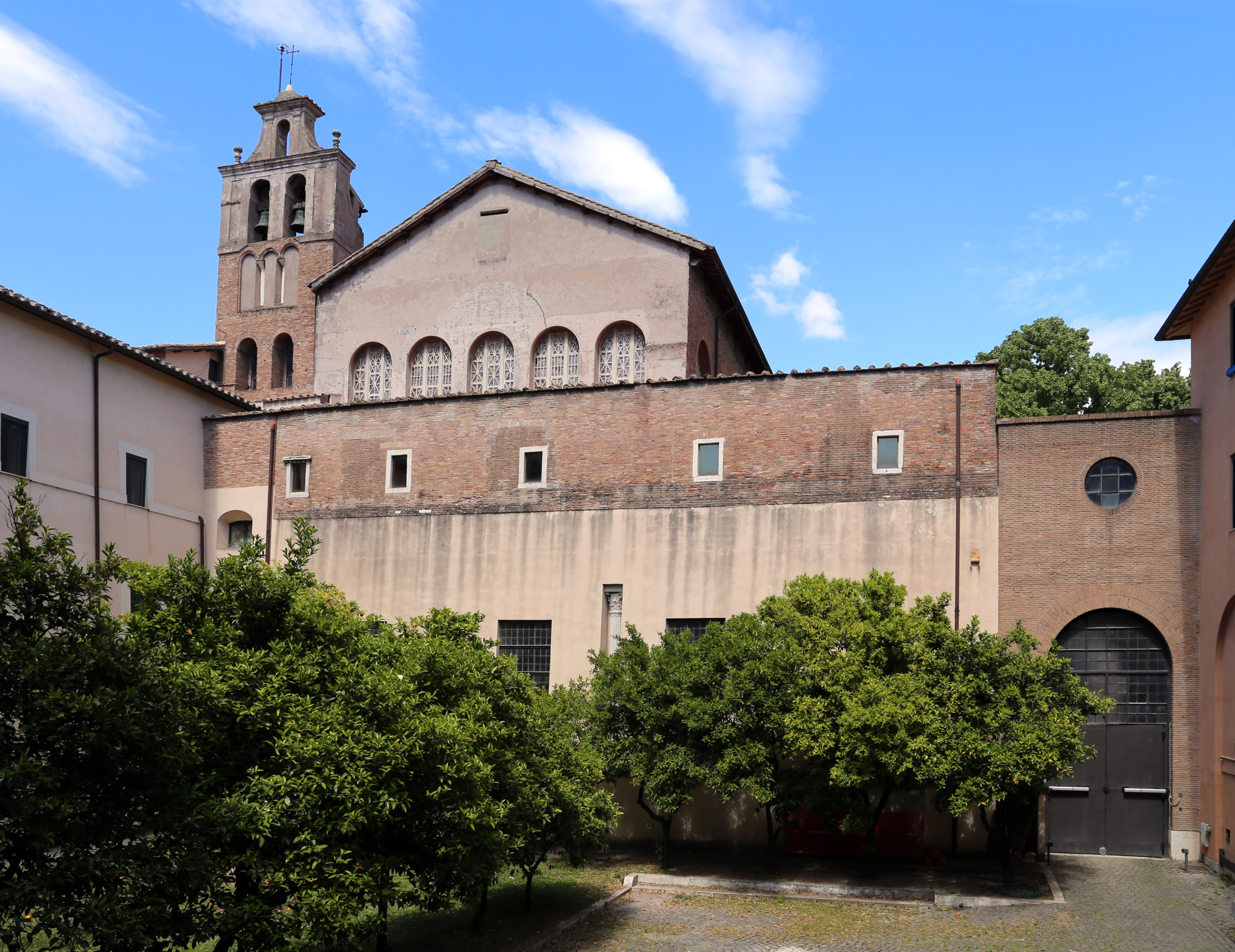
Voorgevel en klokkentoren, gezien vanuit het klooster.
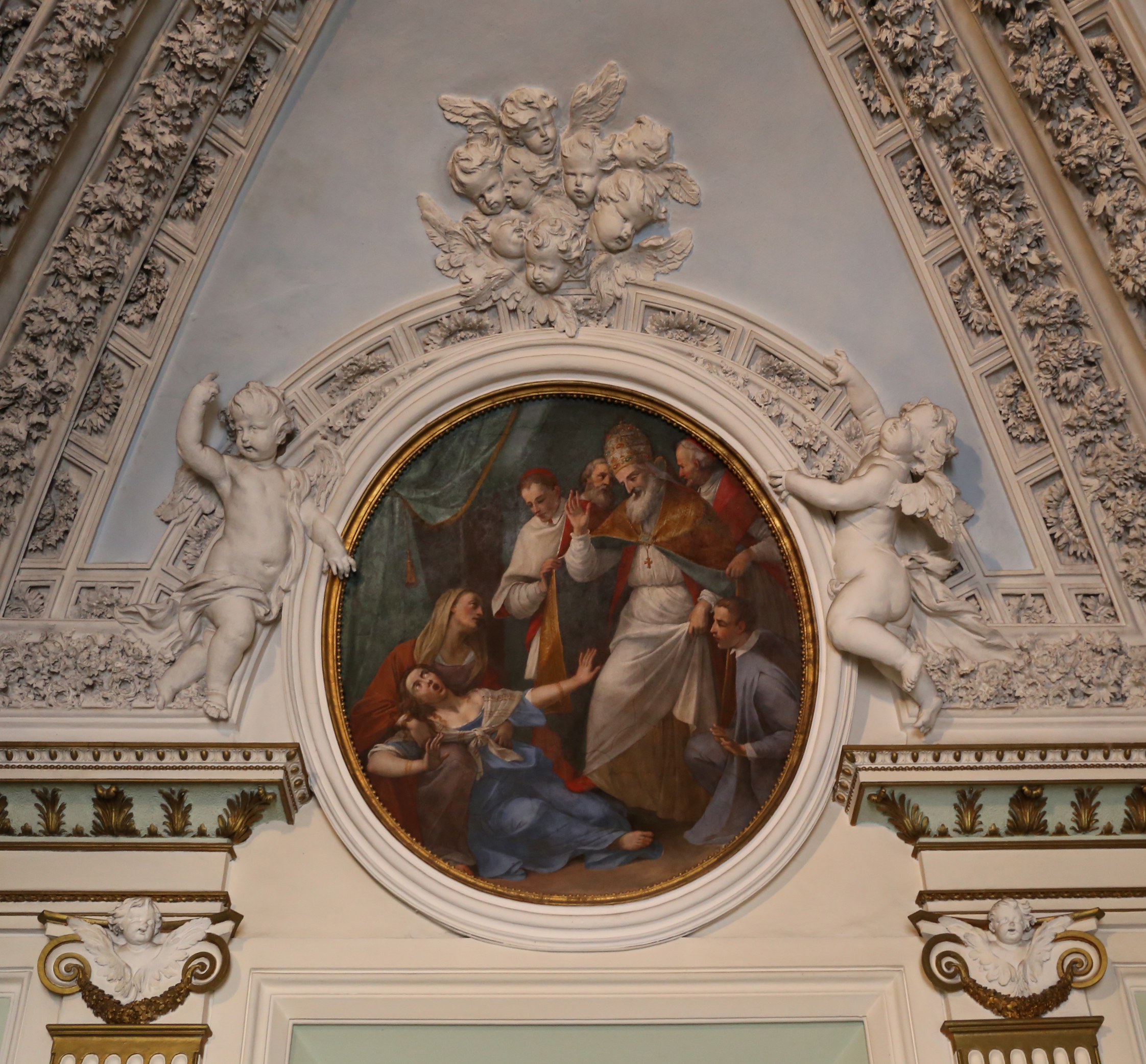
Kapel van de heilige Pius V in het dominicaner klooster. Fresco: genezing van een bezetene.
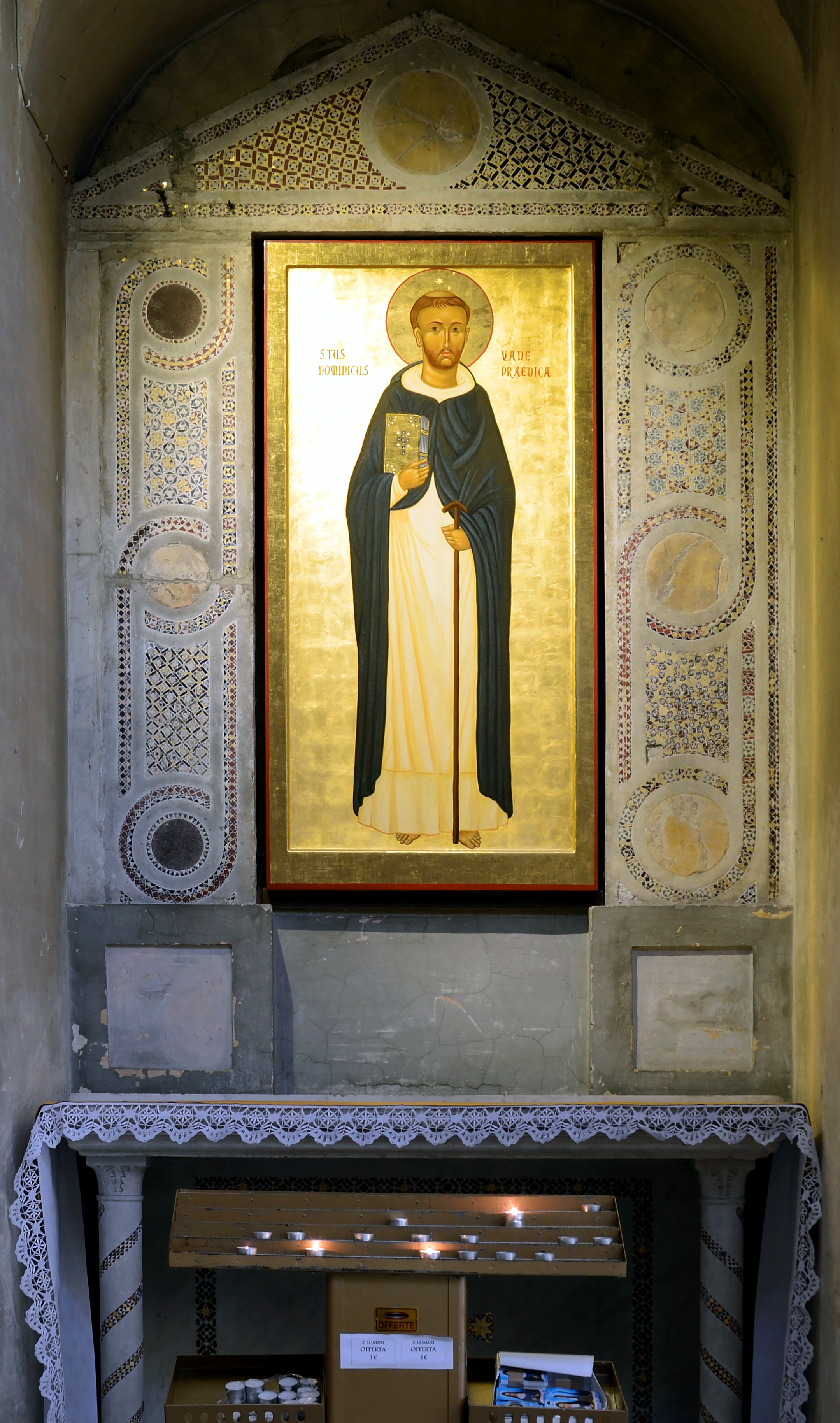
Kapel van de heilige Dominicus in het klooster.

### Atrium en houten deur

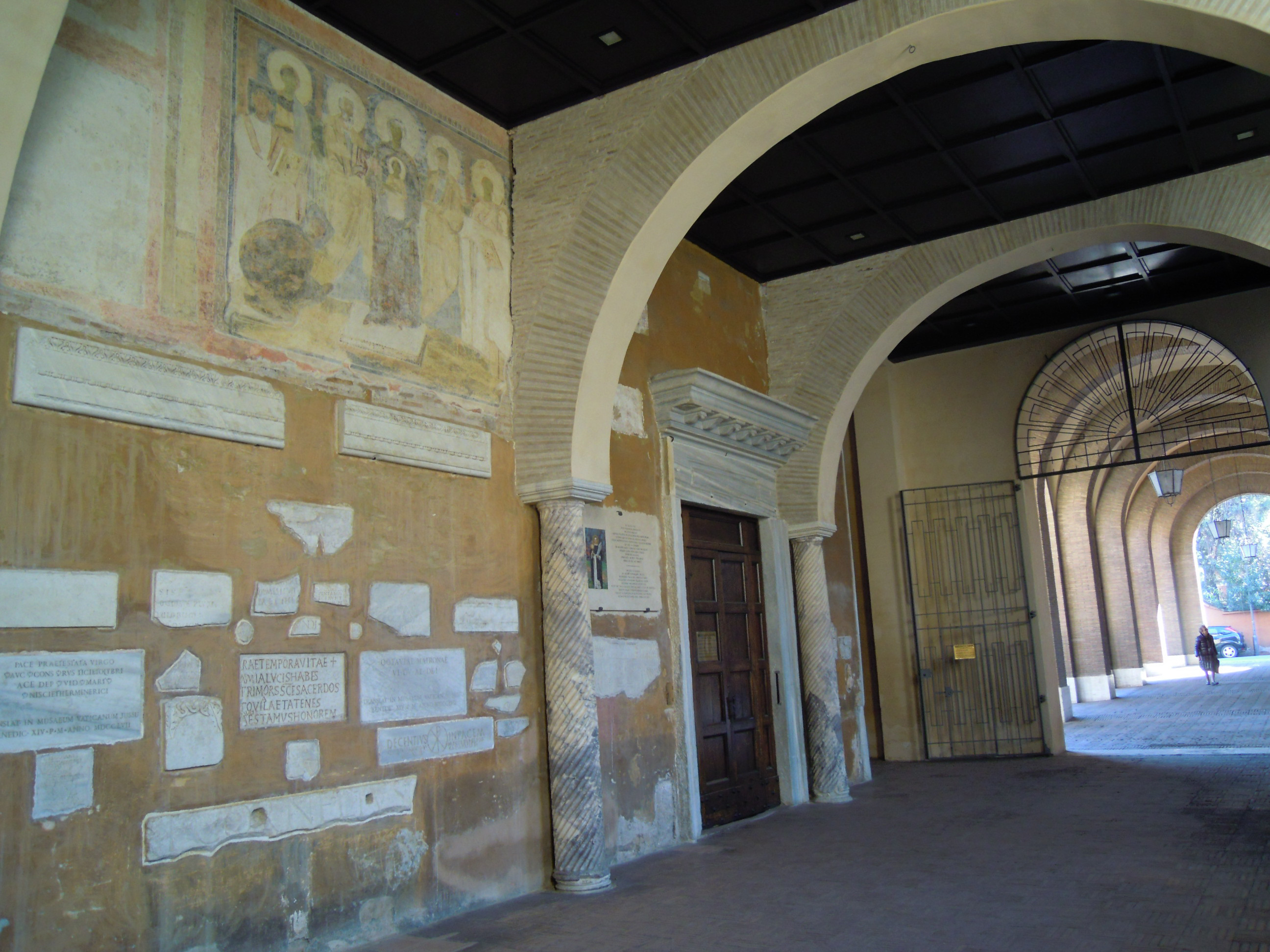
Atrium.
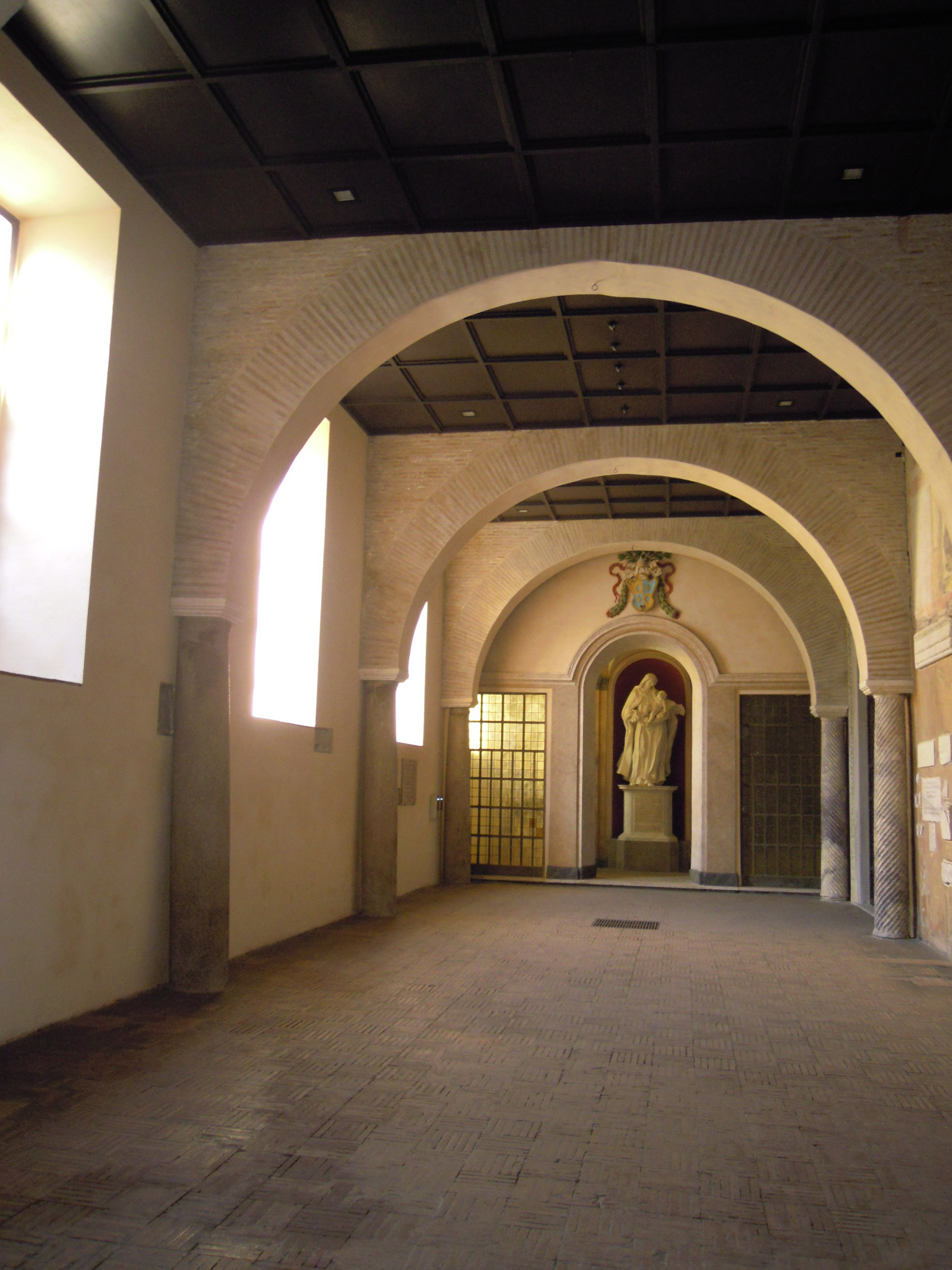
Atrium. In de nis: het beeld van de heilige Rosa.
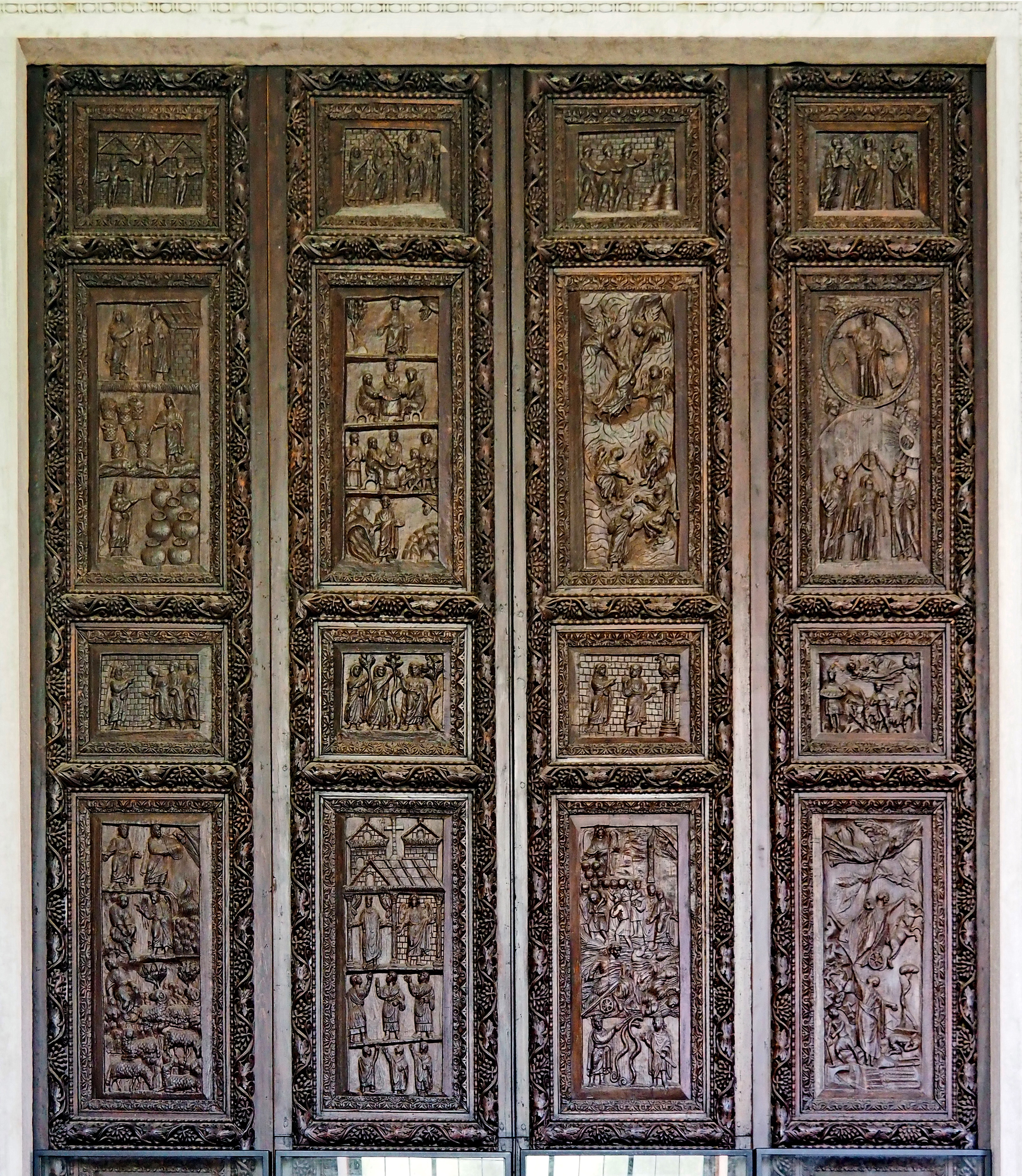
16 scènes van de houten deur.
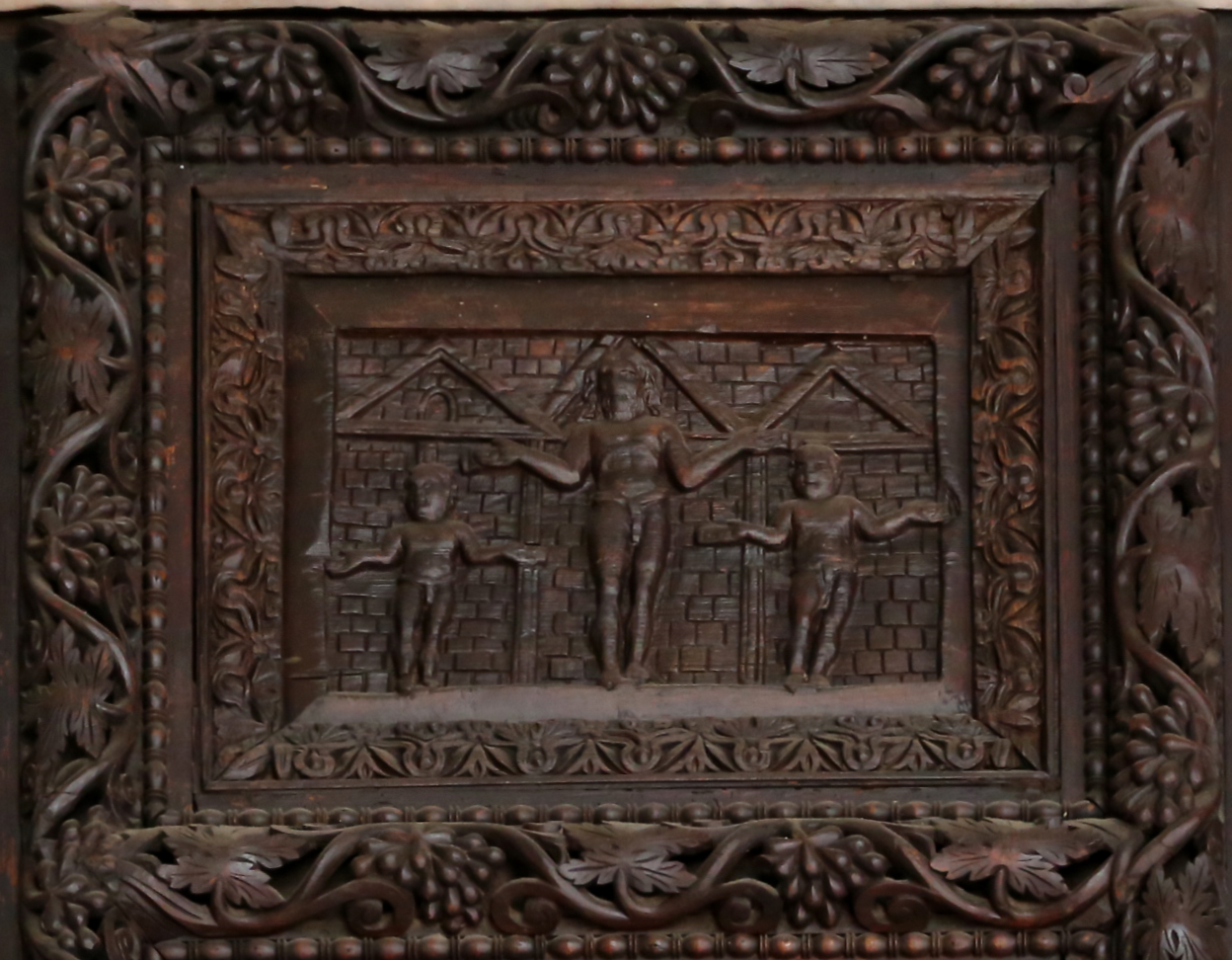
De kruisiging van Christus en de 2 moordenaars.
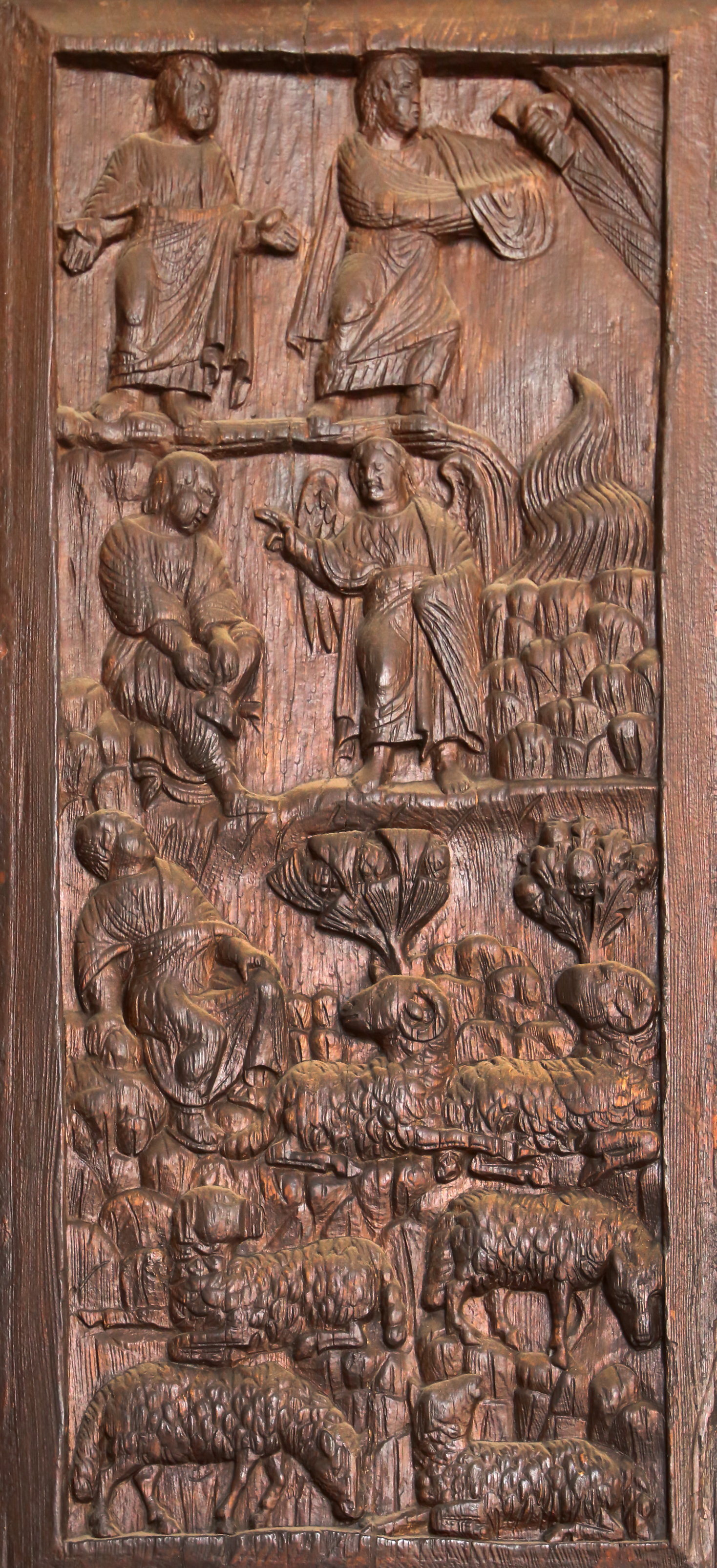
Mozes op de berg Horeb.
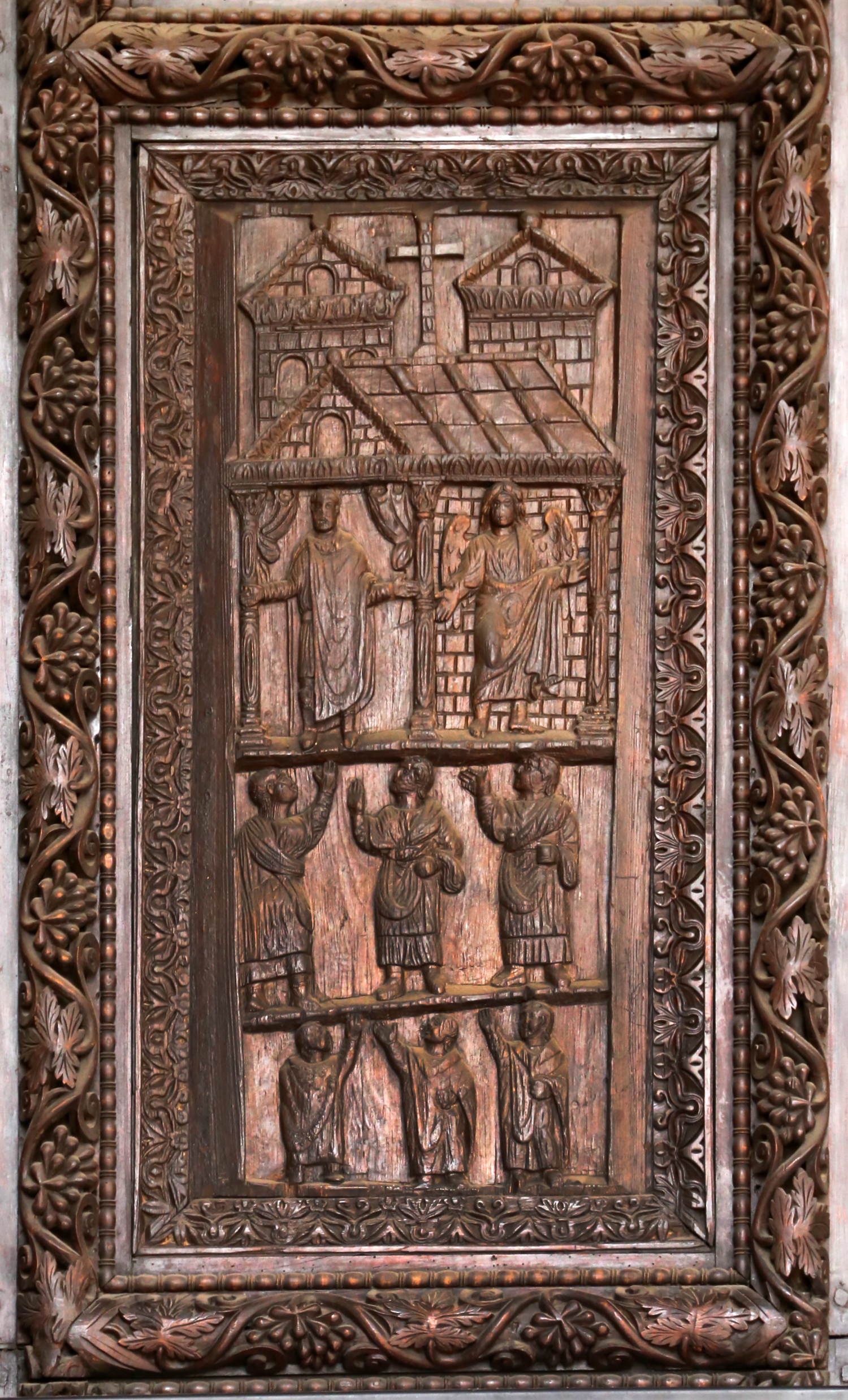
Acclamatie-scène.
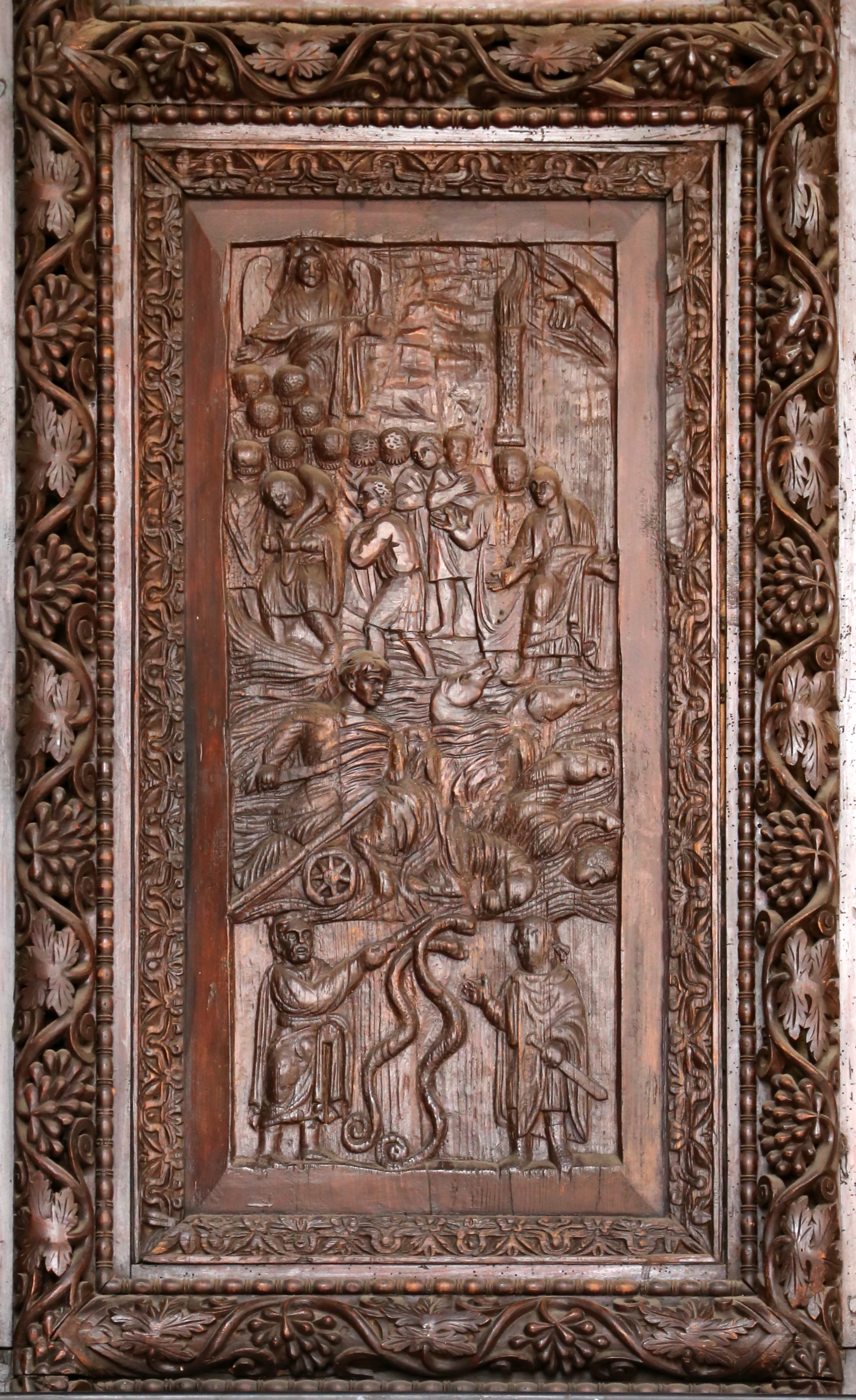
De vlucht van de joden uit Egypte.

### Interieur

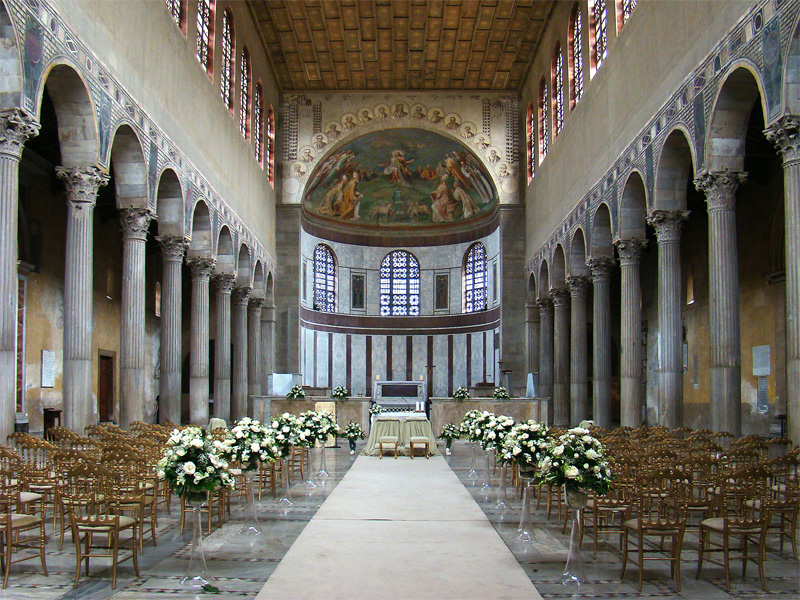
Middenschip versierd ter gelegenheid van een huwelijk.
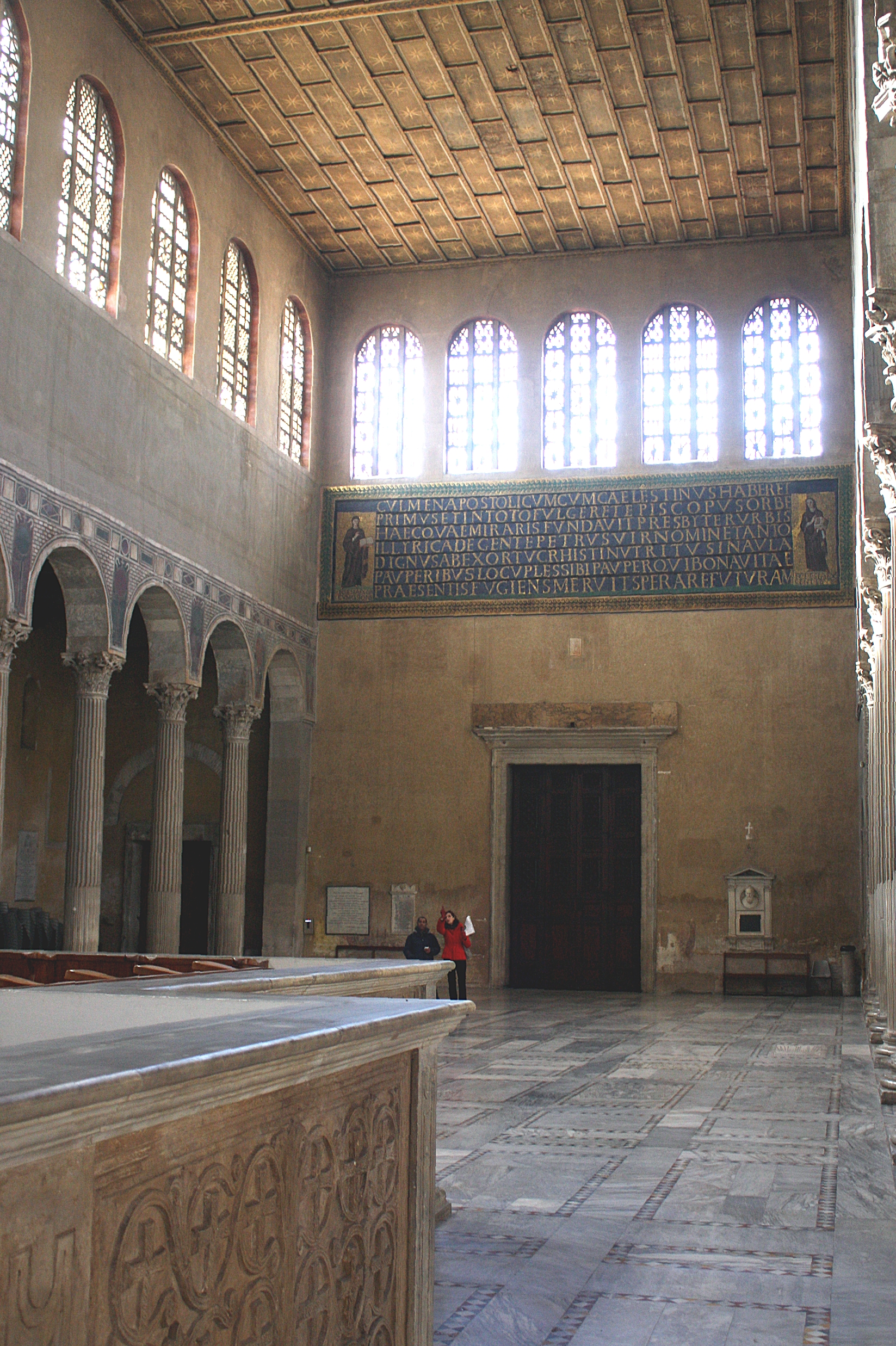
Middenschip gezien in de richting van de voorgevel. Links een deel van de schola cantorum.
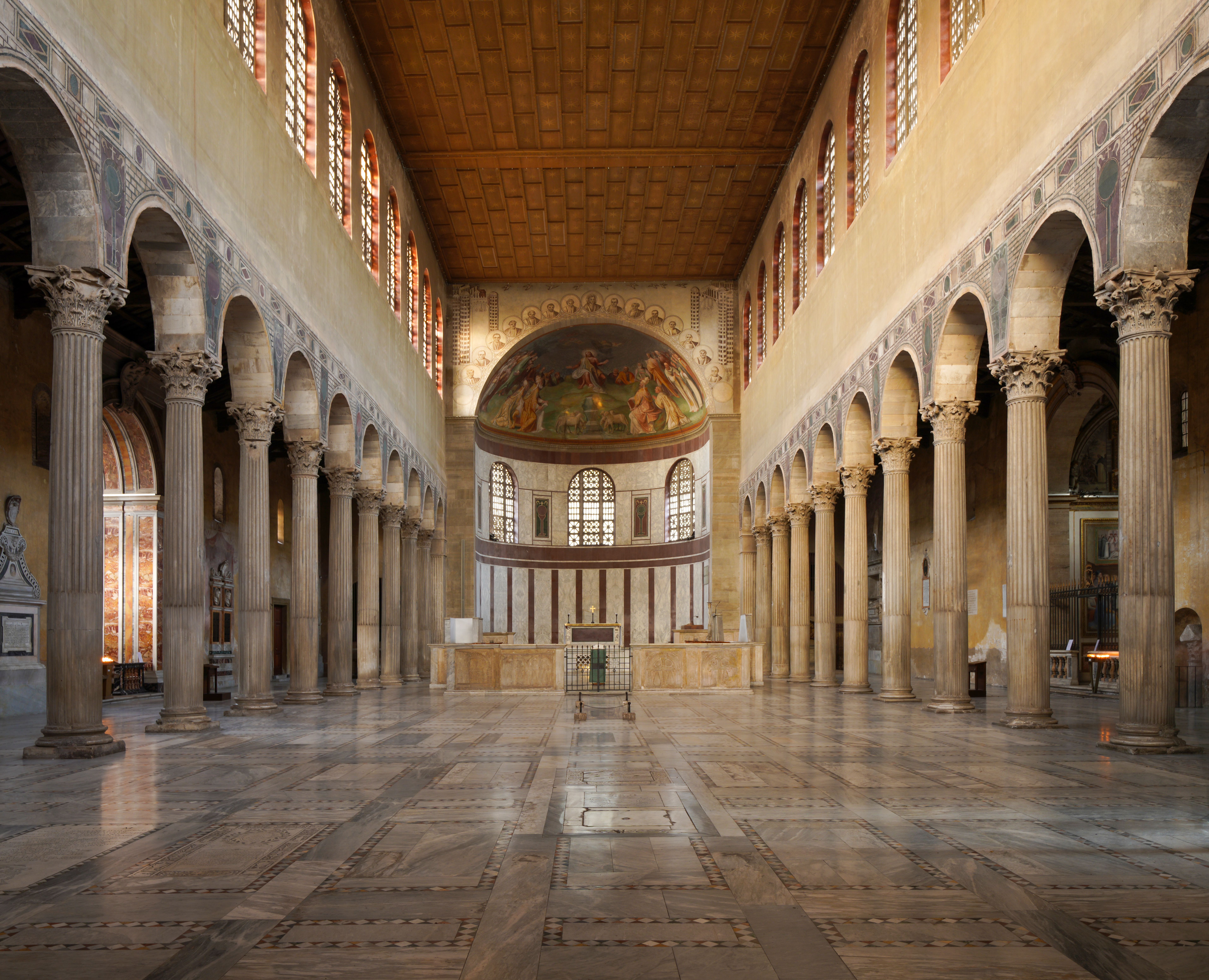
Het rechterzijschip gezien in de richting van de voorgevel.
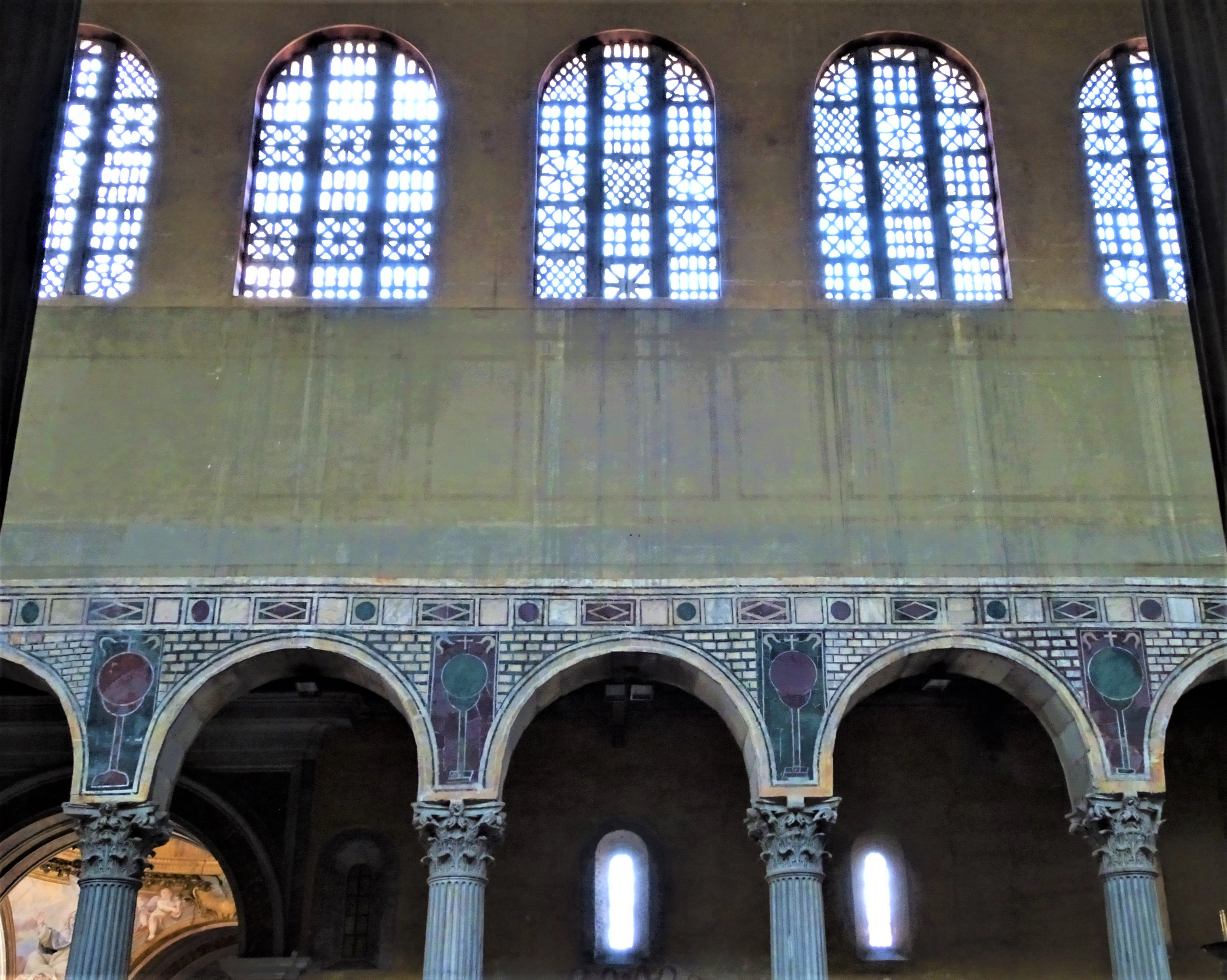
Vensters en zuilenrij.
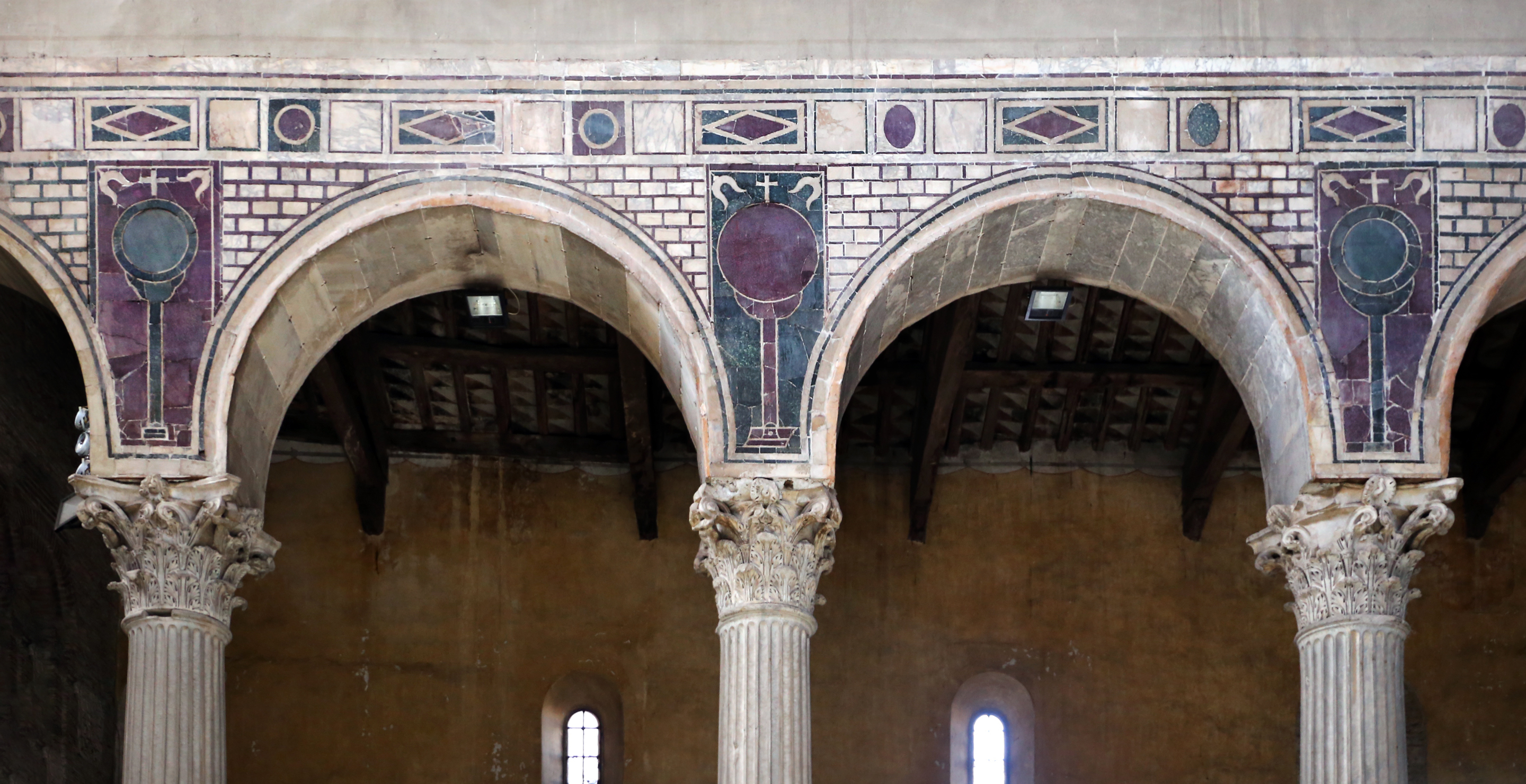
Intarsiewerk in het verlengde van de zuilen.
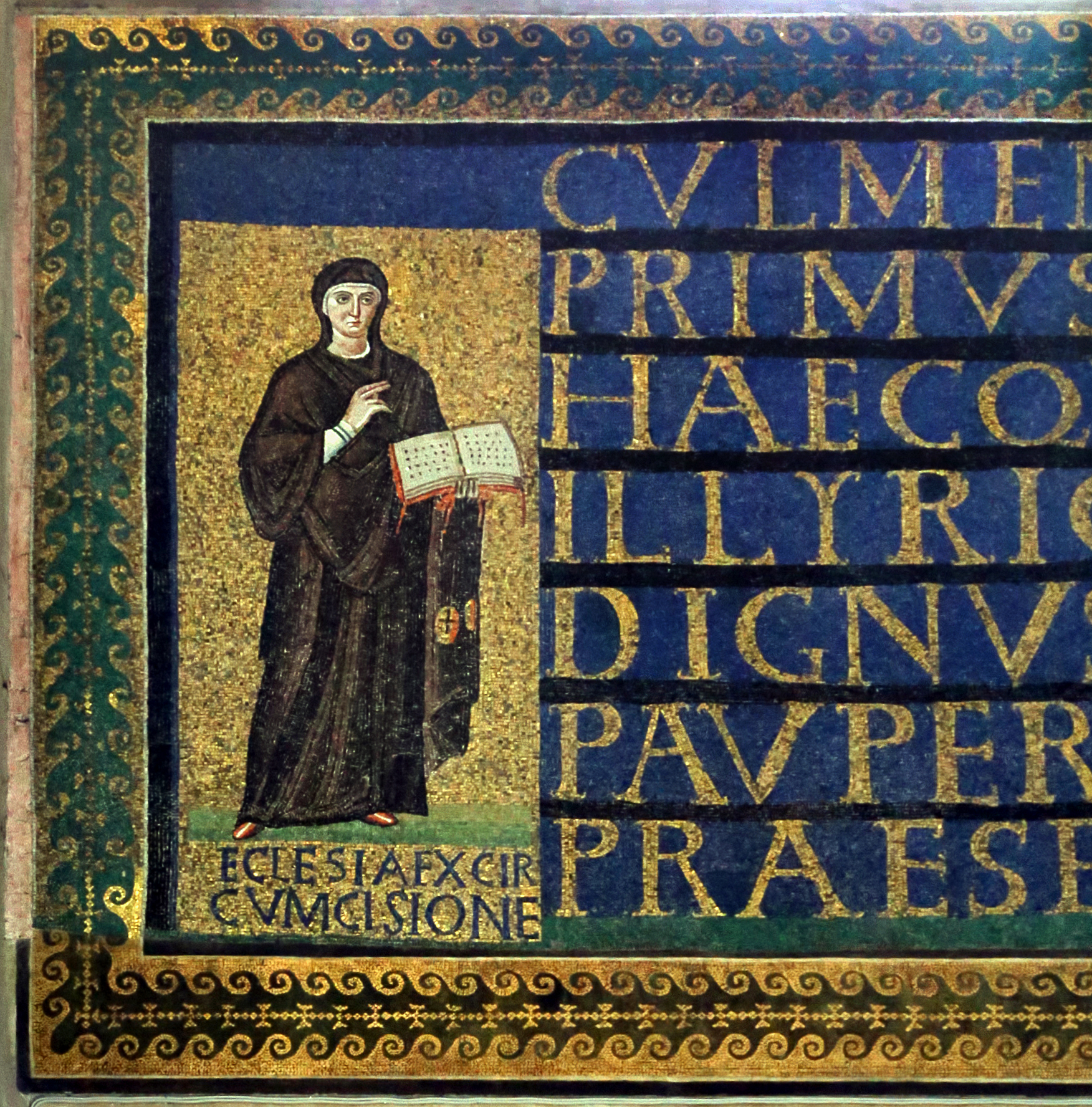
Voorstelling van de Ecclesia ex circumcisione, naast het wijdingsopschrift.
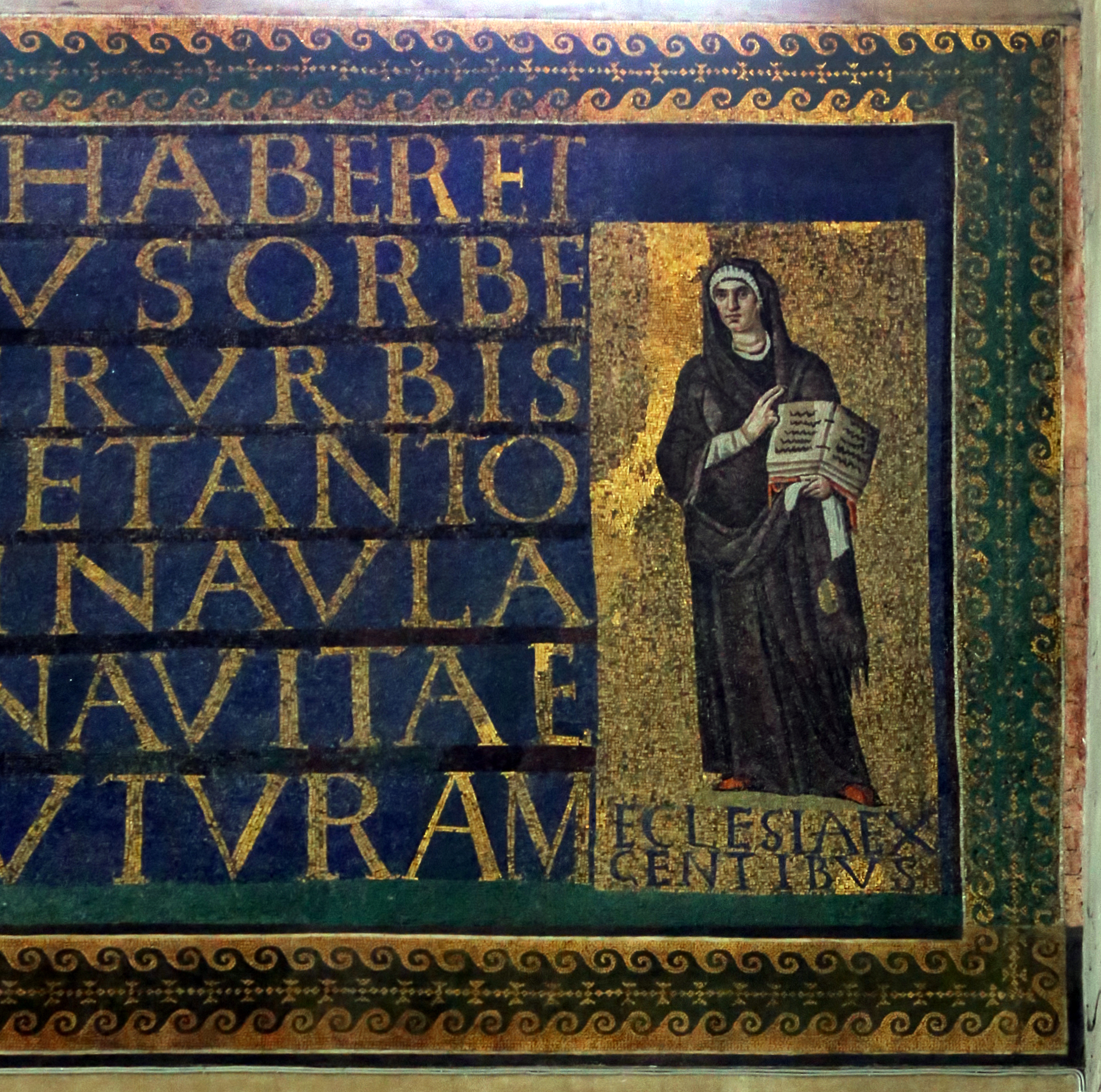
Voorstelling van de Ecclesia ex gentibus, naast het wijdingsopschrift.
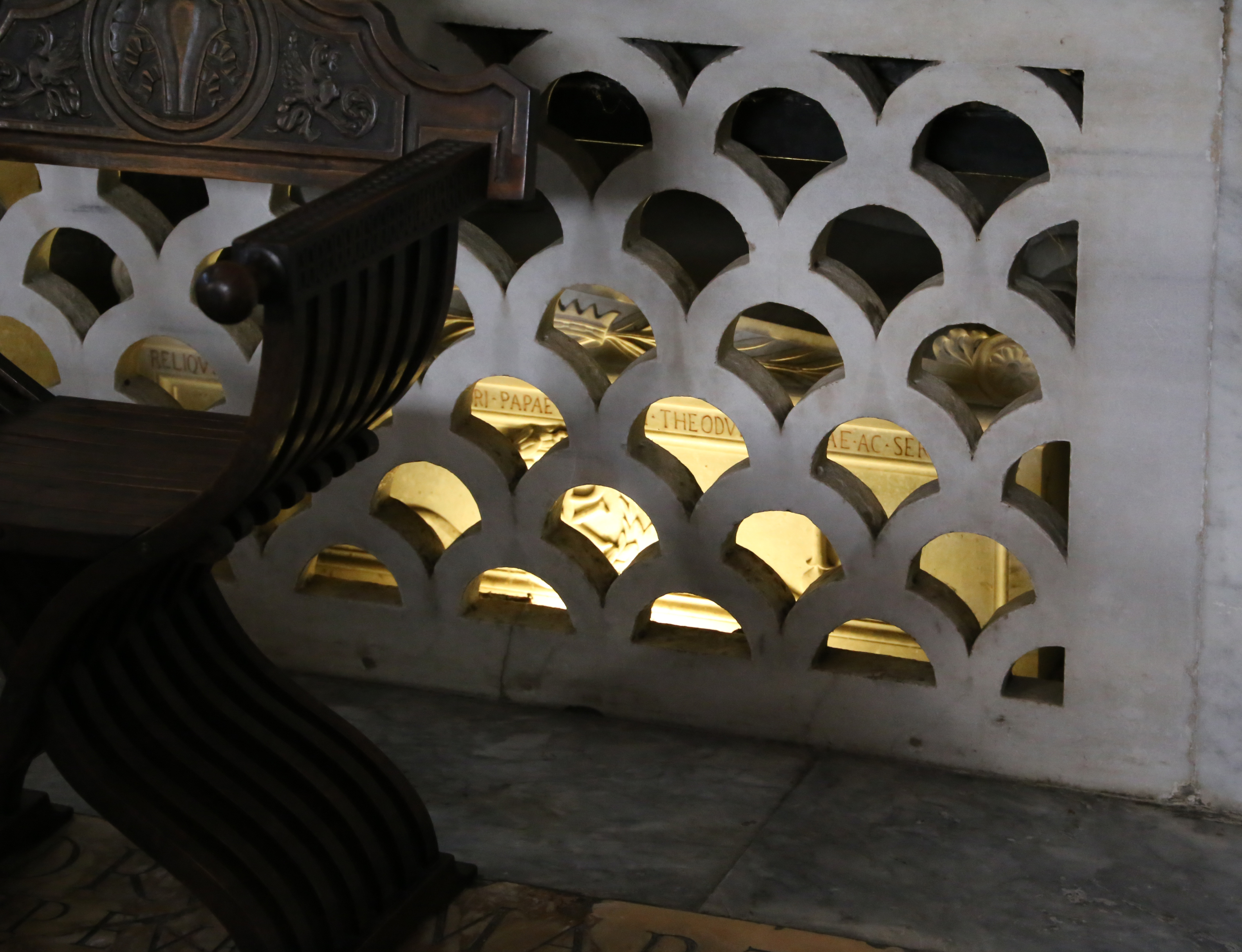
Grafkist met relieken van heiligen onder het hoofdaltaar.
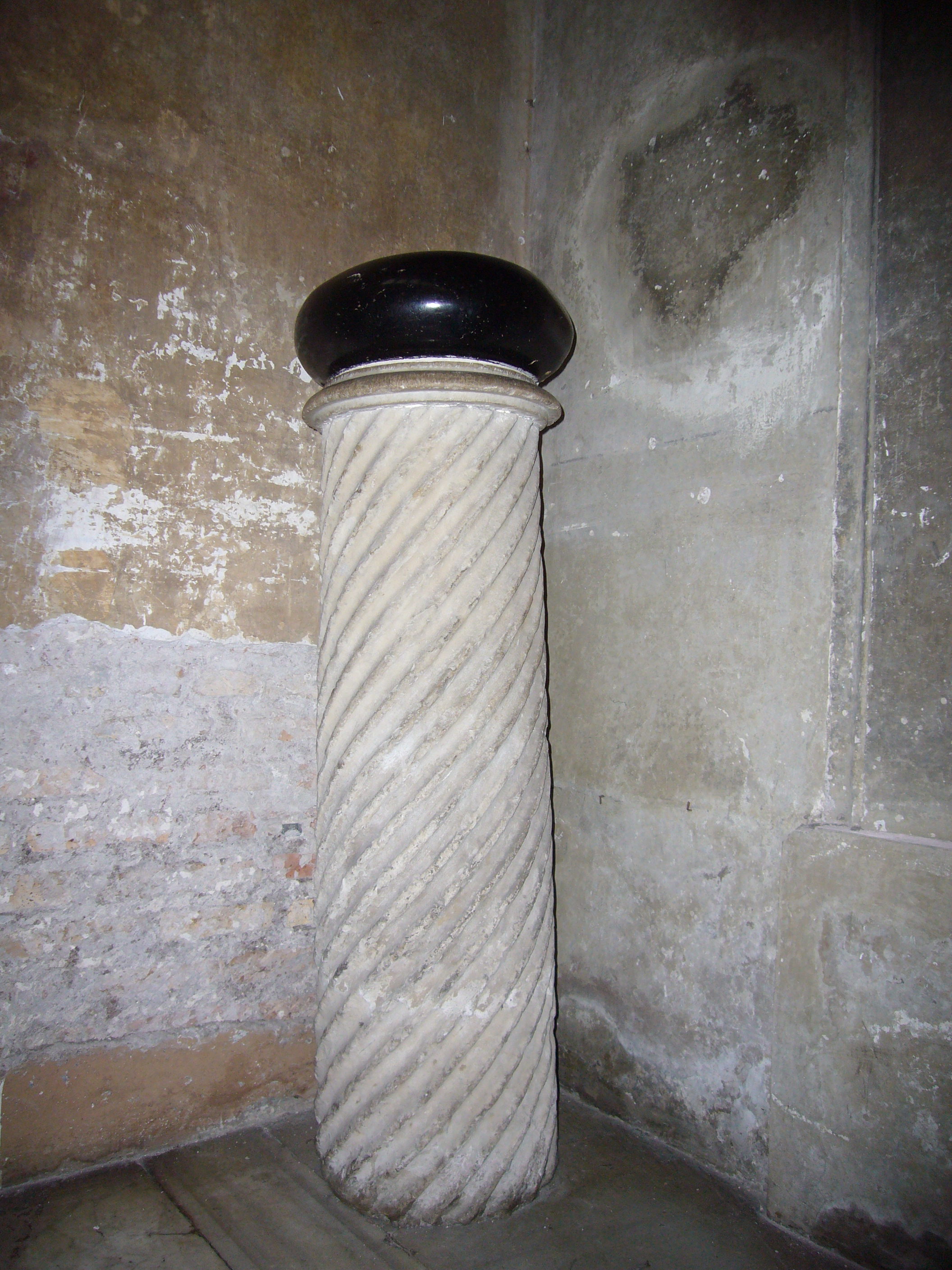
De "pietra del diavolo".

### Zijkapellen en grafmonumenten

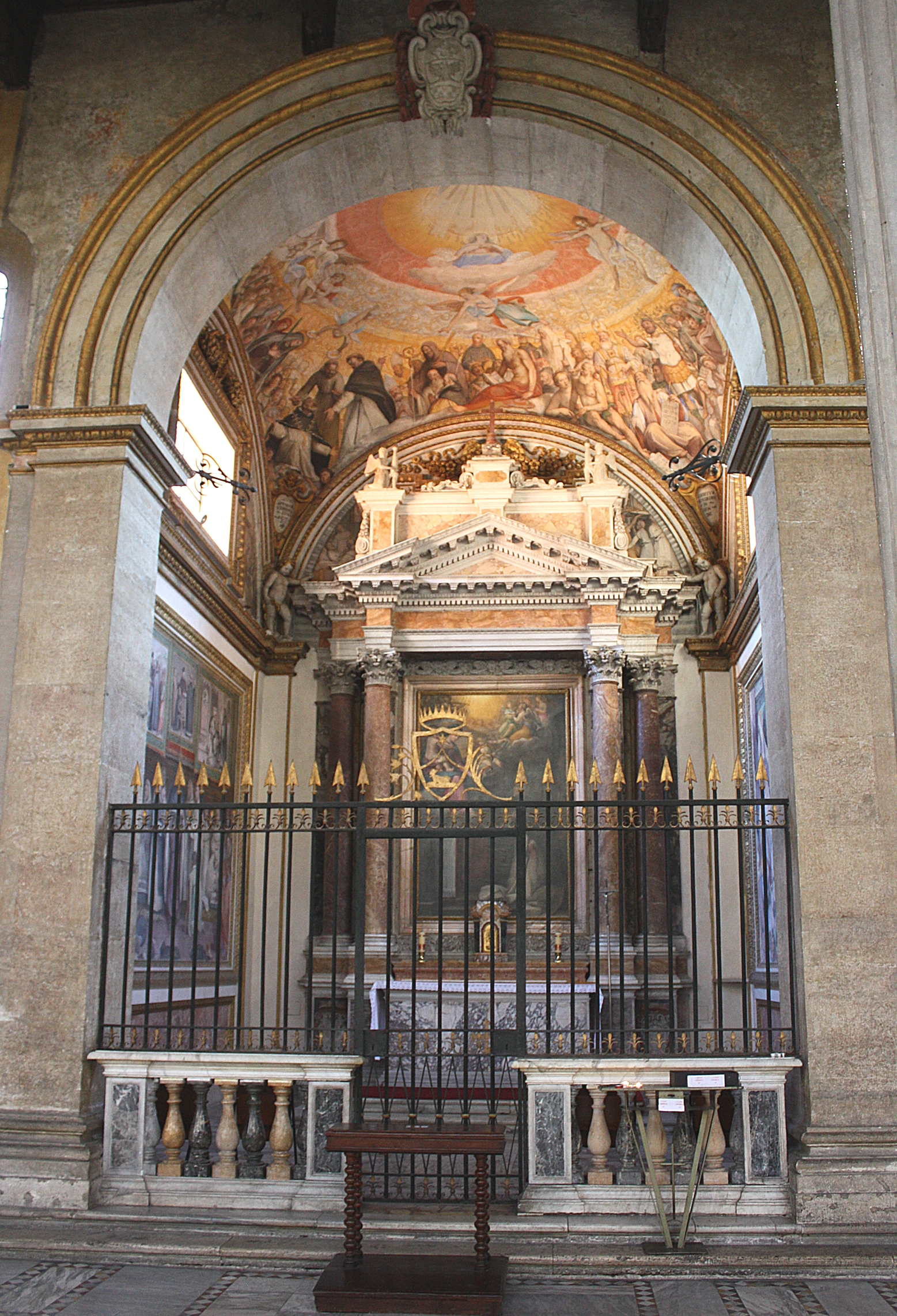
Kapel van de heilige Catherina.
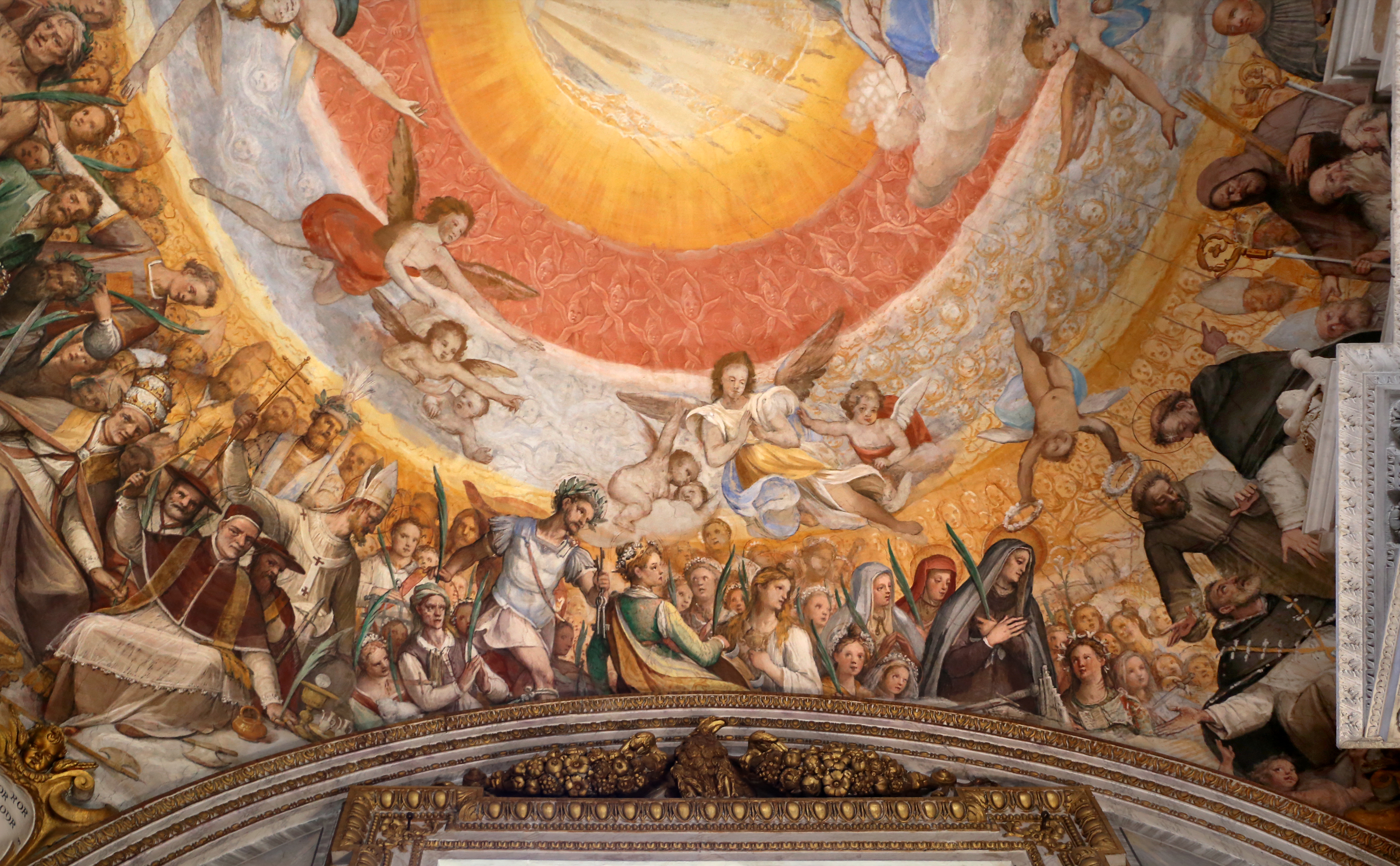
Fresco in de kapel van de heilige Catherina.
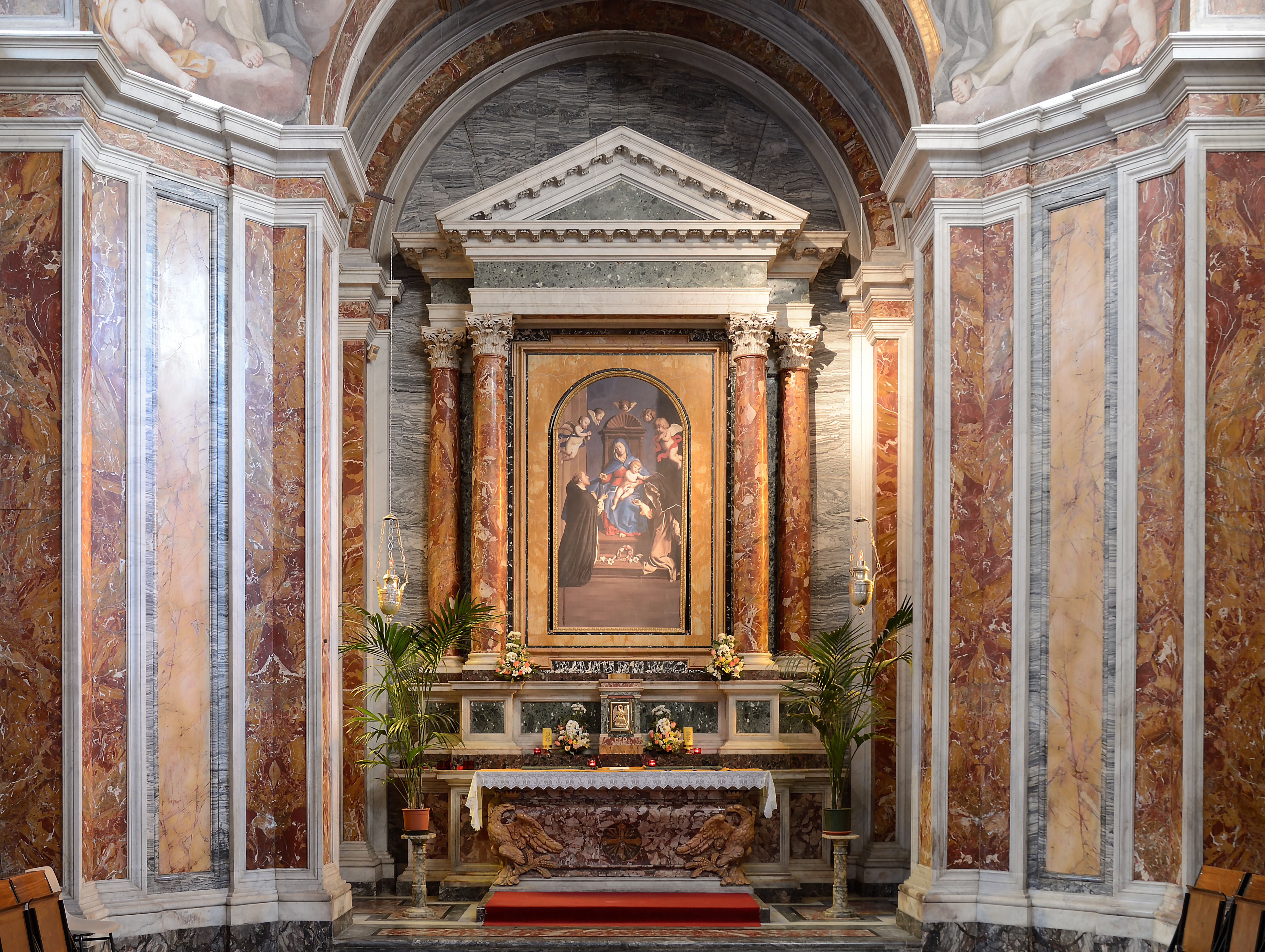
Madonna del rosario, van Sassoferrata.
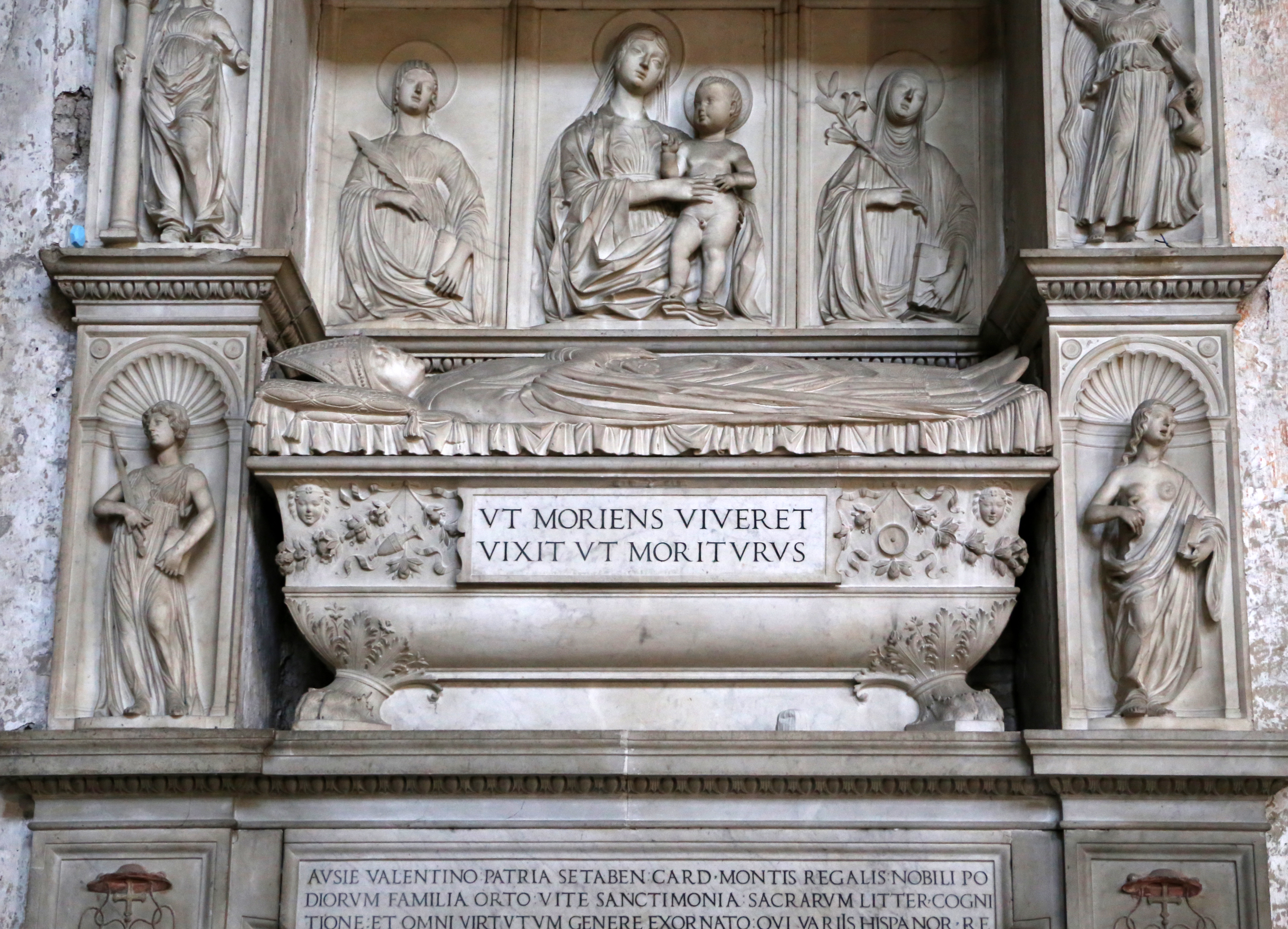
Deel van het grafmonument van kardinaal van Auxia.
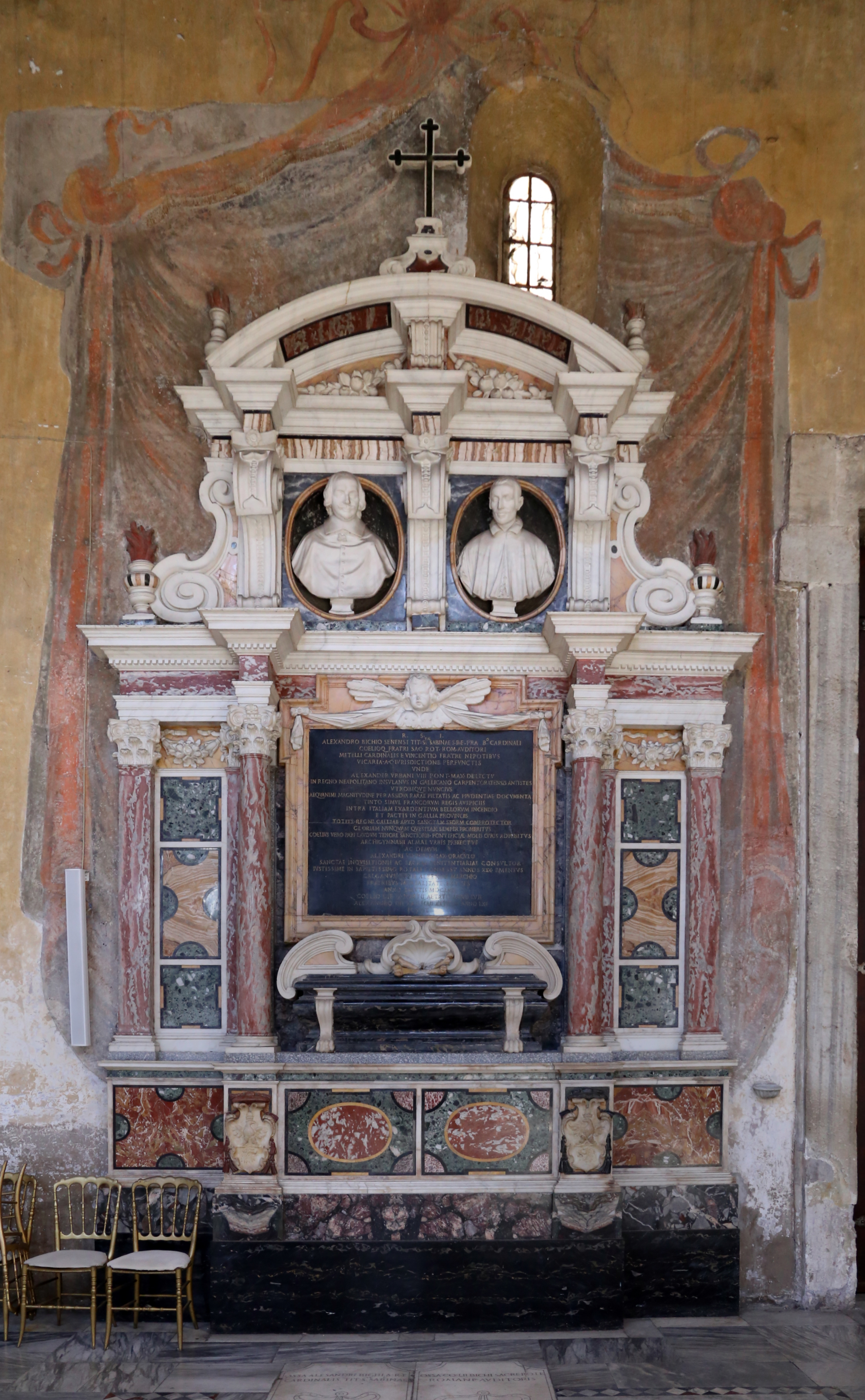
Grafmonument van de kardinalen Bichi.

Sant'Agnese fuori le mura · 
Sant'Agnese in Agone · 
Sant'Agostino · 
Sant'Alberto Magno · 
Basilica di Santa Anastasia · 
Sant'Andrea al Quirinale · 
Sant'Andrea delle Fratte · 
Sant'Andrea della Valle · 
Sant'Andrea in Via Flaminia · 
Sant'Angela Merici · 
Santi Angeli Custodi a Città Giardino · 
Sant'Anselmo all'Aventino · 
Sant'Antonio da Padova all'Esquilino · 
Sant'Antonio da Padova in Via Tuscolana · 
Sant’Antonio di Padova a Circonvallazione Appia · 
Sant'Antonio in Campo Marzio · 
Sant'Apollinare alle Terme Neroniane-Alessandrine · 
Sant'Atanasio · 
Sant'Atanasio a Via Tiburtina · 
Santi Aquila e Priscilla · 
Santa Balbina · 
San Bernardo alle Terme · 
Santi Bonifacio e Alessio · 
San Callisto · 
San Camillo de Lellis · 
San Carlo ai Catinari · 
San Carlo al Corso · 
Basiliek van Santa Cecilia in Trastevere · 
San Cesareo in Palatio · 
Santa Chiara a Vigna Clara · 
San Clemente · 
San Corbiniano · 
Santi Cosma e Damiano in Via Sacra · 
San Crisogono · 
Santa Croce in Gerusalemme · 
Santa Croce in Via Flaminia · 
Sacro Cuore di Cristo Re · 
Sacro Cuore di Gesù · 
Sacro Cuore di Gesù agonizzante a Vitinia · 
Dio Padre Misericordioso · 
Santi XII Apostoli · 
San Domenico di Guzman · 
Santi Domenico e Sisto · 
Sant'Elena fuori Porta Prenestina · 
Sant'Eligio dei Ferrari · 
Sant'Emerenziana a Tor Fiorenza · 
Sant'Eugenio · 
Sant'Eusebio · 
Santi Fabiano e Venanzio a Villa Fiorelli · 
San Felice da Cantalice a Centocelle · 
Santa Francesca Romana · 
San Francesco a Ripa · 
San Francesco di Paola ai Monti · 
Friezenkerk · 
San Frumenzio ai Prati Fiscali · 
Il Gesù · 
Gesù Divino Lavoratore · 
San Giacomo in Augusta · 
San Gioacchino ai Prati di Castello · 
Santi Gioacchino e Anna al Tuscolano · 
San Giovanni a Porta Latina · 
San Giovanni Bosco in via Tuscolana · 
San Giovanni Crisostomo a Monte Sacro Alto · 
San Giovanni dei Fiorentini · 
Santi Giovanni e Paolo · 
Santi Giovanni Evangelista e Petronio · 
San Giovanni Maria Vianney · 
San Girolamo dei Croati · 
San Giuliano Martire · 
San Giustino · 
Gran Madre di Dio · 
San Gregorio Magno al Celio · 
San Gregorio Magno alla Magliana Nuova · 
San Gregorio VII · 
Sant'Ignazio · 
Sint-Jan van Lateranen · 
Sint-Juliaan-der-Vlamingen · 
San Leonardo da Porto Maurizio · 
San Leone I · 
San Liborio · 
San Lorenzo in Damaso ·  
San Lorenzo in Lucina · 
San Lorenzo in Panisperna · 
San Luca a Via Prenestina · 
San Luigi dei Francesi · 
Santuario della Madonna del Divino Amore · 
Madonna dell'Archetto - 
Santi Marcellino e Pietro · 
San Marcello al Corso · 
San Marco · 
Santa Maria ai Monti · 
Santa Maria Ausiliatrice in Via Tuscolana · 
Santa Maria Consolatrice al Tiburtino · 
Santa Maria degli Angeli e dei Martiri · 
Santa Maria dei Miracoli en Santa Maria in Montesanto · 
Santa Maria dell'Anima · 
Santa Maria della Pace · 
Santa Maria della Salute a Primavalle · 
Santa Maria della Scala · 
Santa Maria della Vittoria · 
Santa Maria delle Grazie a Via Trionfale · 
Santa Maria del Popolo · 
Santa Maria del Suffragio · 
Santa Maria di Monserrato · 
Santa Maria Domenica Mazzarello · 
Santa Maria Goretti · 
Santa Maria Immacolata a Grottarossa · 
Santa Maria in Aquiro · 
Santa Maria in Aracoeli · 
Santa Maria in Campitelli · 
Santa Maria in Cappella · 
Santa Maria in Domnica · 
Santa Maria in Transpontina · 
Santa Maria in Trastevere · 
Santa Maria in Trivio · 
Santa Maria in Vallicella · 
Santa Maria in Via · 
Santa Maria in Via Lata · 
Santa Maria Liberatrice a Monte Testaccio · 
Santa Maria Madre della Providenza a Monte Verde · 
Santa Maria Madre del Redentore a Tor Bella Monaca · 
Basiliek van Santa Maria Maggiore · 
Santa Maria Regina degli Apostoli alla Montagnola · 
Santa Maria Regina Mundi a Torre Spaccata · 
Santa Maria sopra Minerva · 
Santa Beata Maria Vergine Addolorata a piazza Buenos Aires · 
San Martino ai Monti · 
Natività di Nostro Signore Gesù Cristo a Via Gallia · 
Santi Nereo e Achilleo · 
San Nicola in Carcere · 
Santissimo Nome di Maria al Foro Traiano · 
Nostra Signora del Sacro Cuore · 
Ognissanti in Via Appia Nuova · 
Sant'Onofrio · 
Sint-Pancratiusbasiliek · 
Pantheon (Rome) · 
San Patrizio ·
Sint-Anna in Lateranen ·
Sint-Paulus buiten de Muren · 
Sint-Pietersbasiliek · 
Santi Pietro e Paolo a Via Ostiense · 
San Pietro in Montorio · 
San Pietro in Vincoli · 
Santa Prassede · 
Preziosissimo Sangue di Nostro Signore Gesù Cristo · 
Santa Prisca · 
Santa Pudenziana · 
Santi Quattro Coronati · 
Santi Quirico e Giulitta · 
Santissimo Redentore e Sant'Alfonso in Via Merulana · 
Santa Sabina · 
San Salvatore in Lauro · 
Sint-Sebastiaan buiten de Muren · 
San Silvestro in Capite · 
Santi Simone e Giuda Taddeo a Torre Angela · 
Sixtijnse Kapel · 
Santa Sofia a Via Boccea · 
Santa Susanna · 
Tempietto van San Pietro in Montorio · 
Santa Teresa al Corso d’Italia · 
Trinità dei Monti · 
Sant’Ugo · 
Beata Vergine Maria del Monte Carmelo a Mostacciano · 
Basilica di San Vitale